# バンプレストオリジナルの機動兵器一覧
バンプレストオリジナルの機動兵器一覧（バンプレストオリジナルのきどうへいきいちらん）は、バンプレスト（後のバンダイナムコゲームス）のコンピュータゲーム作品「スーパーロボット大戦シリーズ」（以下スパロボ）、および原生、派生作品などに登場するの機動兵器（主にロボット兵器）を一覧にしたものである。
バンダイナムコゲームス名義が販売するのスパロボシリーズのオリジナル機動兵器は、本項の記述には「バンプレストオリジナル」を含める。
- メカギルギルガンなど原作アニメから派生したオリジナルは厳密にはバンプレストオリジナルではないためリストには含まない。また、マジンカイザー、真ゲッターロボについては専用ページを参照。
- 偽サイバスターを始めとする没ユニットはその性質上、リストには含まない。
- 『Another Century's Episode』シリーズのオリジナルは、『バンプレストオリジナル』とは別名義の『Another Century's Episode オリジナル』を使用していたためリストには含まない。なお、同シリーズに登場するバンプレストオリジナルの機動兵器は、登場作品は『バンプレストオリジナル』、『スーパーロボット大戦OG』、『Another Century's Episode オリジナル』と表記されている場合もある。

## ラ・ギアス系
- サイバスター
- グランヴェール
- ガッデス
- ザムジード

## パーソナルトルーパー（PT）

### ゲシュペンストシリーズ
- ゲシュペンストR/S
  - ゲシュペンスト・タイプRV
- ゲシュペンストMk-II
- 量産型ゲシュペンストMk-II R/S
  - 量産型ゲシュペンストMk-II・タイプTT
  - 量産型ゲシュペンストMk-II改
- ゲシュペンストMk-III

### ヒュッケバインシリーズ
- ヒュッケバイン
  - ヒュッケバイン009
  - エクスバイン
- ヒュッケバインMk-II
  - 量産型ヒュッケバインMk-II
  - ヒュッケバインEX
  - ヒュッケバインMk-II・トロンベ
- ヒュッケバインMk-III
  - ヒュッケバインMk-III・トロンベ
- エクスバイン
  - アッシュ
  - エグゼクスバイン
- ガーバインMk-III
  - ガーバインMk-IIIトロンベ

### ATX計画
- アルトアイゼン(アルトアイゼン・ナハト)
  - アルトアイゼン・リーゼ
- ヴァイスリッター
  - ライン・ヴァイスリッター
- ビルトビルガー
- ビルトファルケン

### SRX計画
- R-1
- R-2/R-2パワード
- R-3/R-3パワード
- SRX
- R-GUN/R-GUNパワード

### レイオスプラン
- ART-1
- SRXアルタード“バンプレイオス”

### その他、試作機
- シュッツバルト
- ビルトシュバイン
  - 量産型ビルトシュバイン
    - 先行量産型ビルトシュバイン
- ビルトラプター
  - ビルドラプター・シュナーベル
- アルブレード
  - アルブレード・カスタム
  - エルシュナイデ
  - エルアインス

### フォルミッドヘイムのパーソナルトルーパー
- ゲシュペンスト・ファントム
- アルトアイゼン・ナハト
- ヴァイスリッター・アーベント

## アーマードモジュール（AM）

### リオンシリーズ
- リオン
  - コスモリオン
  - ランドリオン
  - シーリオン
  - アーマリオン
- バレリオン
  - ヘビーバレリオン
- ガーリオン
  - ズィーガーリオン
  - ガーリオン・カスタム"無明"
- グラビリオン
  - ソルグラビリオン

### シリーズ77
- カリオン
- ベガリオン
- アステリオン
  - アステリオンAX
- アルテリオン
- ハイペリオン
- フェアリオン

### グランゾン
- グランゾン
  - ネオ・グランゾン

### ヴァルシオンシリーズ
- ヴァルシオン
- ヴァルシオン改
  - ヴァルシオン改・タイプCF
- ヴァルシオーネ
  - ヴァルシオーネR

### ダイナミック・ゼネラル・ガーディアン
- ダイゼンガー
- アウセンザイター
- 雷鳳
  - 大雷鳳
- ジンライ

## グルンガストシリーズ
- グルンガスト零式
- グルンガスト
  - グルンガスト改
- グルンガスト弐式
- 量産型グルンガスト弐式
- グルンガスト参式

## 超機人/妖機人/鋼機人

### 超機人
- 龍王機
- 虎王機
  - 龍虎王/虎龍王
  - 龍人機
  - 真・龍虎王/真・虎龍王
- 真・龍王機

### 妖機人
- 鋳人（いじん）

### 鋼機人（ヒューマシン）
- 轟龍改
- 雷虎改

## アサルト・ドラグーン（A.D.）
- ソルデファー
- ノウルーズ
- アシュクリーフ
- アシュセイヴァー
- 量産型アシュセイヴァー
- ヴァイスセイヴァー
- ラピエサージュ

## アサルト・スカウター（A.S.）
- ASソレアレス
  - ASアレグリアス

## ヴァルキュリアシリーズ
- スヴァンヒルド
- シグルーン
- ランドグリーズ
  - ランドグリーズ・レイブン
- ラーズグリーズ
- ラーズアングリフ
  - ラーズアングリフ・レイブン

## ツェントル・プロジェクト
- テルグム
  - シニストラ
- フロンス
  - デクステラ
- メディウス・ロクス
- サーベラス
  - サーベラス・イグナイト
- ガルムレイド
  - ガルムレイド・ブレイズ
- ガルベルス
- AI1
- ウェンディゴ
  - 量産型ウェンディゴ
- タッドポール
- フラットフィッシュ

## スフィアに関わる機動兵器

### ガンレオン
【leo＝ ラテン語でしし座】
Zシリーズ……修理屋「ビーター・サービス」が所有する大型修理ロボ。
手にした巨大レンチ「ライアット・ジャレンチ」を始め全身に工具を装備し、あらゆるサイズのメカを修理する。そのパワーを生かし戦闘をもこなせる。二人乗りのコクピットを持ち、さらに小さいながら居住施設も持つため、ビーター・サービスの商売道具でもあり同時に家としての役割もある。出自は不明な点も多く、いつも整備しているランドすらよくわからない機械が詰まっているとのこと。もともとはシエロが発掘したもの。修理ロボであるため、主人公機であるが、修理機能がある。コクピット内の様子は『第3次Z 天獄篇 / 連獄篇』で見ることができ、キャノピーに写真やメモが貼ってあったりペットボトルが置いてあったり座布団やガンレオンのぬいぐるみが置かれているという生活感を感じさせるものになっている。
アサキムの初登場時に謎の機能停止を引き起こしている。アサキムの発言によると、本機は「傷だらけの獅子」のスフィアの前所持者の機体だったらしいが詳細は不明。メールの持つスフィアは、劇中以前にメールが死亡した際、ガンレオンから抜け出て体に入ったものである。ガンレオンの動力源は一応「傷だらけの『獅子』」のスフィアなのだが、多元戦争時にはスフィアはメールの持っていたスフィア以外にガンレオンの中にもスフィアが分割されて存在していたことが『第3次Z 天獄篇』にて明かされた。スフィアの片割れを持っているメールがいなくても戦闘可能だったのはこのためである。
ガンレオン・マグナモード
ガンレオンの「封印」を解いた真の姿。当初ランドは「ガンガンモード」と名付けようとしたが、メールが即座に却下し、マグナモードと命名した。この姿は完全な戦闘用の形態、つまりは「破壊するための形態」であるため、修理屋を自認するランドは余程の緊急事態に陥らない限り起動しようとしない。
メールの意志で「傷だらけの獅子」の力を引き出し、ランドがそれを制御することによって全身の各部ユニットが展開され、その名の通り翼をもった獅子の如き姿になる。必殺技である「ペイン・シャウター」と、ライアット・ジャレンチを展開して放つ「ザ・ヒート・クラッシャー」を使用する時のみ変形し、この形態での戦闘力は元の比では無いほどに強化される。異様に禍々しい姿をしているが、これはバルゴラ・グローリーのガナリー・カーバーやシュロウガと同じく、「スフィアに関わった者の行く末」を暗示しているらしい（ただし、必ずというわけではない）。ガンレオン自体に自意識のようなものが宿っているらしく、ザ・ヒート・クラッシャーでとどめを刺した最後、ガンレオンは悲痛な叫び声を上げながら、涙を流している。
トゥルーエンディングでメールの体からスフィアがなくなったため、現在も起動できるかは不明（スペシャルディスクでは問題なく起動している）。
『第2次Z 再世篇』では、偶然『第2次Z』の世界へと転移する。ZONE停止時にセツコ同様離脱するが、終盤にトライアの開発したZONEブレイカーによって救出され復帰。その際、ランドが「絶好調」と語るとおり、転移直後には使えなかったペイン・シャウターとザ・ヒート・クラッシャーが使えるようになっている。その代わり、『Z』でマグナモード解放後に追加される補給機能は無くなった。以後、『第3次Z 連獄篇 / 天獄篇』でも復活していない。
『第3次Z 連獄篇』において、ランドの成長とガンレオンの意志により、常にこの状態を維持したまま戦えるようになり、名前も「ガンレオン・マグナ」に変更されている。さらに、ランドの意志に呼応して全身に炎のオーラを纏うようになった。ランドはこの能力を大いに気に入っているが、見た目が余計に暑苦しくなったためメールには大不評を買っている。ランドが乗っていない時は通常のガンレオンに戻るので、格納庫で問題は生じないとのこと。
武装
デッカー・スパナ
スパナを投げつけた後突撃し、跳ね返ったスパナを掴んで直接殴る。『第3次Z』ではオミットされている。
ブンマー・スパナ
デッカー・スパナを二つ連結し、ヌンチャクの要領で連続攻撃。最後は飛び蹴りで締める。
ギーグ・ガン
ガンタッカーによく似た射撃武器。発射しているのは弾丸ではなく、釘（ギーグ→クギ）。『Z』ではトライチャージ武器だった。『第2次Z 再世篇』では、ジャイアントレンチで廃材を投げつけ、攻撃対象を釘で廃材に打ち付ける。
チェイン・デカッター
両肩のチェーンソー（幅広であることから、バケット掘削機とも思える）を手に持ち、相手を連続で切り裂く。最後は相手を突き刺し、両側に切り裂いてトドメ。ガンレオン・マグナの状態では、ザ・ヒート・クラッシャーの演出でのみ使用され、単独の武装としてはオミットされている。
ライアット・ジャレンチ
手に持っている巨大レンチで、本来は大型艦の修理に使われる。レンチを両手で持ち、大回転突撃を敢行して殴り飛ばす。最後は殴り飛ばした敵を大ジャンプで追いかけ、レンチで挟んで全重量を乗せて地面に叩きつける。別名「ジャイアント・レンチ」。
ガンレオン・マグナの状態では持っておらず、攻撃時に召喚する（レンチを使用するザ・ヒート・クラッシャー時も同様）。『第3次Z 天獄篇』では遂に修理に使われたが、レンチで殴って「修理」している場面もある。演出も変化し、敵の後ろに回り込んで殴り飛ばし、先回りした後岩盤に叩きつけて叩き潰すというもの。使用すると、コクピットに置かれている小物が跳ね回っているカットインが入る。攻撃が当たらなかった場合にも特殊な演出がある。

必殺技
ペイン・シャウター
マグナモードで放つ必殺技の一つ。両手足のカバーを開いて緑の球体を露出、顔面部のマスクを解除して本来の顔を展開。その後、ランドの叫びに合わせてガンレオンが咆哮、その衝撃波で敵小隊を粉砕する。『第2次Z 再世篇』では単体しか攻撃できないが、敵機を撃墜すると、飛行するガンレオンの姿と一息つくランドを押しのけ、メールがサムズアップをするカットインが追加されている。『第3次Z 連獄篇 / 天獄篇』ではまたカットインが変わり、ランドの代わりにメールが割り込んでくるようになっている。また、衝撃波がガンレオンを中心に広がっていく様子がわかるようになった。
ザ・ヒート・クラッシャー
マグナモードで放つ必殺技の一つ。ランドの二つ名を冠した本機の最強技。マグナモードへ変形し、レンチで殴り飛ばす。そして、飛ばされた相手の背後に回りこみ、両手の爪でズタズタに引き裂き、ライアット・ジャレンチの封印を解除して敵機を捕獲、レンチ中央の杭打ち機を連続で叩き込む。最後はそのまま敵機を持ち上げ、真っ二つに挟み切る。攻撃終了後、涙とともに咆哮するガンレオンがカットインする。なおこの武器を使う場合、マグナモードを発動したガンレオンは全身に炎を纏う。トドメをささない場合は、杭打ち機を叩き込んで終了し、マグナモードから通常モードへの移行を見ることができる。
ガンレオン・マグナの状態では攻撃パターンが変化し、レンチで殴り飛ばした後に敵機直上に回り込んでギーグ・ガンの連射を浴びせた後はじき飛ばした敵をスパナで引き寄せ、キックを食らわせるとそのままチェイン・デカッターでずたずたに切り裂いた後、地面に叩きつけた敵に杭打ち機をぶち込む、というもの。トドメ演出が廃止されたため、トドメを刺しても刺さなくても演出が変わらない。

### バルゴラ
- バルゴラ
  - バルゴラ改
    - バルゴラ・グローリー
      - バルゴラ・グローリーS

### ブラスタ
アクシオン財団第13防衛研究所「スコート・ラボ」で建造された、対次元獣用機動兵器「DMバスター」の試作1号機。開発コードは「ナンバー0」。
アクシオン製の機動兵器をベースに開発されたが、異次元からの未知の生物である次元獣に対抗するため極めて高いスペックを持たされており、クロウが乗るまでは起動テストすらしていなかった。索敵能力・情報分析能力・ステルス性能に長け、あらゆる状況下において単独で強大な敵と戦い、そのデータを収集し生還することを目的とした情報戦用機動兵器としての側面を有する。背中には機動力増強のための飛行デバイスを備えているが、これは開発が先行していた次元獣用観測プラットフォームを流用したものである。その機動性は極めて高く、クロウもそのスピードには泡を食っていた。
アクシオン製の最新火器「AX-55EAGLE（電磁加速式ガンランチャー）」を携行し、状況に応じてカートリッジを交換して使用する。左腕のシールド「バンカー」は表面にフィールドを発生するだけでなく、斬撃を行う、ワイヤーで射出して敵を刺突するなどの武器としても使える。
動力源は同じアクシオン財団の人型機動兵器であるアクシオに用いられているプラズマバッテリーではなく、カルロスがもたらした謎の機関「VX（クインティプル・エックス）」（後にスフィアの一つ「揺れる天秤」であることが判明）である。実戦を重ねるにつれて解析が進み、VXが生み出す膨大なエネルギーを制御するリング状の随伴装備「SPIGOT（物体の移動と変換のための空間確率干渉器）」が開発される。VXから供給されるエネルギーを攻撃に利用するだけでなく、物体やエネルギーの加速、増幅制御といった機能も持つ装備で、VXの研究が進むにつれさらなる活用も見込まれている。
採算度外視で開発されたため量産化の目処は立っていなかったが、破界事変での戦果によって、スコート・ラボがアクシオンから完全独立したことを契機に量産化が決定し、再世篇では量産試作機の「ブラスタEs」が完成している。
破界篇では射撃と格闘のいずれかの選択肢を選ぶことで、武器の射程や威力、および一部の武器の演出が変化する。再世篇では射撃と格闘、双方が組み合わされた演出になっている。
武装
バンカー・ブレイク
シールドをワイヤーで射出し、先端のブレードで刺突する。トドメ演出は、シールドを手元に巻き戻しながら突撃して直接斬り捨てる。
EAGLEショット
AX-55EAGLEを連射する。
ベイオネット・スパイカー
「対次元獣用捕獲セット」を用いた攻撃。EAGLEにネット弾倉を装填してネット弾を、腰部から大型の電磁槍「ペネトレーション・ロッド」をそれぞれ発射して敵の動きを止め、最後にEAGLEの弾倉を再び交換し、ビームの槍を発生させて突撃する。運動性ダウンの効果あり。
クラッチ・スナイパー
狙撃用砲身をEAGLEに接続して狙撃体勢をとり、最初の2発で敵の動きを牽制し、3発目に本命の一撃を撃ち込む長距離射撃。再世篇では牽制せず、そのまま最初の2発でダメージを与え、とどめを刺す時のみ3発目を撃つ。
必殺技
ACPファイズ
「アサルトコンバットパターン・ファイズ」の略称。グレネード弾を撃ち込んで怯ませた後、バンカーで敵を刺突して拘束。その後、敵機の周囲を周回しながらAX-55EAGLEで掃射し、再びグレネード弾を連射。締めの攻撃はクロウが格闘・射撃のどちらが得意かによって異なり、射撃ならAX-55EAGLEを全力で連射しながら突撃、格闘ならバンカーのブレードで横一文字に切り裂く。再世篇ではこの両方が組み合わされている。
ファイヤバグで用いられている戦法であり、本来は単騎ではなく複数の機体で行う連携戦術パターン。戦術としてはターゲットを中央に固定し、そのまま速やかに火力を集中。締めは中央を突破する。クロウとマリリンは「呆れるほどに有効な戦術」と評している。名前の由来は攻撃時の機体の動きを真上から見るとギリシャ文字の「φ(ファイ)」を描くことと複数形の「ズ」(元々複数機で行うパターンのため)から。
SPIGOT-VX
トライアの開発したSPIGOTとの連携攻撃。
射撃ならブラスタの動きと連動した4基のSPIGOTと共に連続攻撃を加え、最後はVXのエネルギーを胸部から発射。縦一列に並んだSPIGOTのリングの中を通過させて凝縮し、高威力のレーザーとして直撃させる。
格闘ならSPIGOTをチャクラムのように飛ばして斬撃を加えた後、三つで敵を固定、EAGLEの弾倉をビーム槍にして残りのSPIGOTと合体、VXと直結した巨大なビーム槍を形成して突撃。直撃後は拘束に使用していたSPIGOTを戻して、全てのSPIGOTから敵に向けて巨大なエネルギーを放つ。
再世篇では格闘、射撃の両方を使える。

#### リ・ブラスタ
【Libra＝ ラテン語でてんびん座】
ブラスタの戦闘データを反映して開発された後継機。
ブラスタと異なり、射撃・格闘の選択でそれぞれ異なった強化キットの追加と機体本体の強化調整が施され、まったく異なった外観となる(各部位の緑色の部分の位置はあまり変わらず、てんびん座をかたどっている)。次元獣捕獲用装備を廃し、MAP兵器の搭載などより戦闘向きに仕上がっているほか、今まで使用時に呼び寄せていたSPIGOTを小型化・分割して標準搭載している。『再世篇』1周目ではBとRのどちらか1形態にしかならないが、2周目以降は任意の形態へ換装が可能になる。
スフィアとの共鳴による反作用で他の事を考えられなくなる状態を防ぐ為に『CDS（コイン・ドロップ・システム）』が搭載されている。これはクロウの金への執着を利用して、コインを落とす音を鳴らすというシステムである（本当のコインの音でないと効果がない為、実際に内部でコインを落としている。落としたコインは再利用できない）。そのため1回使用するごとに1Gの費用がかかり、使えば使うほどクロウの借金が膨らむというリスクのあるシステムであるが、クロウはそれを知らされないままエンディングまでに100万回使用した結果、また100万Gの借金を背負う羽目になった。また、CDSのあまりの情けなさ・バカバカしさとクロウの守銭奴ぶりに、ZEXISの仲間達は総出で呆れてしまった。ただしこのシステムは「搭乗者が筋金入りの守銭奴であるクロウ」だからこそ有効に機能するのであり、強い意志のみに支配される「揺れる天秤」のスフィアにむしろこの程度の工夫で対処できたことはZEXISにとっては僥倖であったと言える。なお、聞き取りづらいもののスフィアの力を使用する武装を使用する際は、戦闘デモ演出できちんと硬貨の音が鳴っている。真化融合後はクロウが引いてしまうほどにCDSが発動するようになっており、クロウが『連獄篇』でリ・ブラスタに乗らなかったのも借金が増えるという理由からである。
改修費用は400万G。そのうち半額はクロウに請求された。
タイプB（ブルー）
射撃戦重視の青いカラーリングの機体。ブルーキットに換装した場合はこちらになる。
ブラスタを正当進化させたような外観と武装を持つ。主武装の大型銃「AX-98 RAPTOR」は、本体で生成された次元力をエネルギー弾として射出し、SPIGOTで出力増幅・弾道の軌道変更・弾丸の転送を行うことによって絶大な威力を発揮する。SPIGOTは小型化された物が4つ、RAPTORのマズル部分に搭載されている。
武装
RAPTORショット
AX-98 RAPTORによる射撃攻撃。
VXクラスター
着弾点指定型のMAP兵器。3つのSPIGOTを敵集団の上空に飛ばし、残りの1つにビームを撃ち込む。撃ち込まれたビームは敵集団上空のSPIGOTに転送され、ビームの雨を浴びせる。
ベイオネット・スパイカー
RAPTOR先端のSPIGOTを展開してビーム槍を形成、突撃する。
ディストーション・シュート
RAPTORのビームを敵から少しそらして撃ち、敵との間に配置したSPIGOTを通過させることにより屈折させ、敵に集中着弾させる。
EMRランチャー
背面に搭載された、ミサイルランチャー。クラッチ・スナイパーVXの演出で登場するのみで、単独の武装としては使用できない。
クラッチ・スナイパーVX
ミサイルで弾幕を張ったのち、RAPTORのビームをブラスタのSPIGOT-VX（射撃版）のようにSPIGOTを通過させて収束、敵を打ち貫く。なお、この武器を使用した場合のみ、ロックオン・ストラトスの決め台詞を引用した台詞を発することがある。
必殺技
SPIGOT-VXM
展開したSPIGOTとRAPTORによる射撃で敵を攻撃した後SPIGOTの内3つを敵機に打ち込み、手元の残り1つにRAPTORでビームを乱射することによって、敵機体内部のSPIGOTにビームを転送、内部から敵を蜂の巣にする。
アンブレイカブル・フルクラム
「攻撃する」という一点に思考を集約することで、スフィア『揺れる天秤』の力を最大まで引き出し、発生した次元力をSPIGOTにより機体前方に集中させて球状に留め、RAPTORから放たれるエネルギーと共に極大のビームとして敵に放つ。

タイプR（レッド）
格闘戦重視の赤いカラーリングの機体。レッドキットに換装した場合はこちらになる。
リアルロボット的外観がスーパーロボット然としたスタイルに改められ、身長も一回り大型化しており、格闘戦に特化したために銃器などの手持ち武装を廃し、それらの機能は全て本体に内蔵されている。SPIGOTは両手両足に小型化したものを4つ、さらに元のサイズをとどめたまま両肩に2分割したもの（VXブレイザー使用時には、1つのSPIGOTが二つに分かれて攻撃、戻ってくるときはそれぞれ半円のパーツのみとなる演出がされており、いったん次元力を発生させれば最大で2つのSPIGOTとしても運用可能である）が1つ搭載されている。
武装
EAモーター・カノン
両肩に搭載された中距離用の射撃武器。
VXブレイザー
両肩のSPIGOTを合体させ、エネルギーを発生させた後に2つに分離させ左右に展開、ビームの刃で繋いだ後に前方へ飛ばし、前方の敵集団を扇形の範囲で攻撃するMAP兵器。
リープ・マグナックル
SPIGOTによりワームホールを発生させ、そこに手首から先を分離させて飛ばし、遠くの敵を攻撃する。
ハイプレッシャーシューター
両掌に内蔵されたビーム砲からエネルギー弾を放つ遠距離用武器。
VXキャリバー
両手のSPIGOTを起動し、エネルギー刃を展開して、敵を両断する。
必殺技
SPIGOT-VMX
4機のSPIGOTを起動し、近接格闘攻撃で敵を追い込んで空中に殴り飛ばした後、両肩のSPIGOTを前方に展開してVXブレイザーを放つ。
アンブレイカブル・フルクラム
スフィア『揺れる天秤』の力を最大まで引き出し、発生した次元力を四肢のSPIGOTによって機体に留め、両肩のSPIGOTを自身が通過することにより、リ・ブラスタ自体を巨大なエネルギーの弾丸として撃ちだし、敵を貫く。

#### リ・ブラスタ タイプT（トライアル）
【Trial＝ 英語で試験】
時獄戦役時、ミドリの星においてタイプBとタイプRの戦闘データをブラッシュアップされ、双方の特徴を維持しつつさらなる強化とスフィアの効率的運用を目指した「リ・ブラスタT」へと改造されている。基本的な戦術コンセプトは射撃戦用の「ブルー」を踏襲しているため、全体的なシルエットは「ブルー」に酷似している。なお、カラーリングは初代である、ブラスタを踏襲している。
また、「レッド」で得たデータを活かすために、前面の装甲と関節部を強化し格闘戦にも対応しており、リ・ブラスタR・Bの機能特化という開発コンセプトに反しているが、スフィアの次元制御を積極的に武装に反映させること、オールグラウンダーであるクロウの戦闘スタイルを積極的に活かす方向性の融合であり、結果としてあらゆる局面でリ・ブラスタR・Bを上回る戦闘力を発揮するようになった。
しかし、増加した重量を補うため出力が向上し、結果速度は上がったが小回りが利かなくなったため、クロウに求められるテクニックはより難度の高いものとなっている。また、クロウがサード・ステージへ移行してもなお反作用の完全な克服には至らなかったため、CDSも引き続き搭載されている。
名前の由来は「libla（天秤座）」。なお「T」は「Trial」を意味するが、開発者のイニシャル（『l』を抜くと名前そのもの）でもあるためクロウは不機嫌であった。
最終決戦後、蓄積されたダメージにより廃棄寸前に追い込まれるもクロウの懇願で修理された。しかし、その修理費用として100万Gを請求されたクロウはまたしても借金に追われることとなった（請求された金額は修理費の20%で、残りはスコート・ラボが立て替えた）。
武装
AX-99 RAPTOR
本機の主武装。次世代兵器研究向け新型電磁加速銃精度試験モデル。
SPIGOT
スピゴットと呼称されるリング状の随伴装備。リ・ブラスタBのAX-98 RAPTORと同じく、小型化されたものの4つがAX-99 RAPTORのマズル部分に搭載されている。また脚部にも装備されており、分離展開し突入する事で突撃時に敵機との距離を縮め、威力をダイレクトに与えることが可能になった。
バンカー
左腕に装備しているシールド。二段構造になり、更に外殻部分はブースターを内蔵し牽制用に射出操作が可能になっている。
VXクラスター
ブルーキットで使用されていた、SPIGOTを用いた広域攻撃。ビームを転送して敵部隊を薙ぎ払う。
RAPTORショット
使用時にSPIGOTを展開し弾丸を発射することで、高速連射を可能になった。
必殺技
ペイオネット・スパイカー
リ・ブラスタB同様にSPIGOTを使用するが、一つだけを使うのではなくブラスタのSPIGOT-VX（格闘）のように四つ全てを使用して突撃槍を形成する。バンカーを射出して敵を牽制しながら空中に打ち上げ、その間に脚部のSPIGOTを展開してカタパルトを形成、スパイカーを構えた本体を射出して貫く。
SPIGOT-VXM
SPIGOTを応用してACPファイズを仕掛ける。全体攻撃。背中からミサイルを連射、同時にRAPTORを射撃して牽制しつつワイヤーつきのバンカーを射出して敵を捕捉、引き戻す勢いで円運動しつつ本体と武器側のSPIGOTで集中砲火をかけ、最後にベイオネット・スパイカーで突撃。ブラスタやファイヤバグのACPファイズと比較すると、集中砲火の部分をターゲット固定から回り込むまでのアクションに統合したことでよりスピーディかつ洗練された動きになっている。
ジ・アンブレイカブル・フルクラム
「揺れる天秤」の力を最大まで引き出し、一撃必殺のビームで敵を粉砕する。ブルーキットの「アンブレイカブル・フルクラム」とほぼ同じ攻撃。射程が長いのでクロウの援護攻撃が生きる。『連獄篇』では使用できない。

#### ブラスタEs
DMバスター・ブラスタの量産試作機。
Es（エス）は「Escort」、「Easy」等色々な略称を持つが、搭乗者のエスターは自分の名前だと思い込んでいる。破界事変でクロウの集めた戦闘データをフィードバックし、高い戦闘性と確実なコントロール性を両立。「CFS（コンバット・フォローイング・システム）によって技能の低いパイロットでも次元獣と戦えるようになっている。外見はブラスタと同じであるが、機体のカラーが黄色、頭部の形状や目の形などが異なる。
動力源はアクシオなどと同じプラズマバッテリーを使用しており、ブラスタほどの火力はないが、遠近どちらでも戦えるバランスのいい武装を装備している。一時人造リヴァイブ・セルによってエスター共々次元獣ダモン（次元獣エスター）に変異したが、終盤にクロウの持つ「揺れる天秤」とユーサーの持つ「尽きぬ水瓶」のスフィアの力で元の姿に戻った。その際、ブラスタEsは謎の出力アップを遂げている。
武装
FALCONショット
「AX-66FALCON（在来弾薬対応型自由加速銃）」のショートレンジモードによる射撃。サブマシンガンのように連射する。
バンカー・ストライク
ブラスタ同様に左腕に装備されたシールド「バンカー」で切り裂く。ワイヤーでの射出は行わず、敵に接近して直接攻撃する。
フルアクセル・シュート
FALCONのロングレンジモード。二つ折りになっていた銃身が一直線になり、バレルが伸長することで形成される。狙撃データはクロウが採集したものを使用している。
必殺技
ACPイオタ
「アサルトコンバットパターン・イオタ」の略称。
クロウが使用する「ファイズ」はエスターの技能では使いこなせなかったため、新たに考案された直線型ACP。グレネード弾連射→FALCONを連射しつつ突撃・周回→バンカーで刺突、とどめにアッパーカット気味に切り裂く、という流れになっており、ファイズを簡略化したような流れになっている。名前の由来は機体の動きを真上から見るとギリシャ文字の「ι(イオタ)」を描くことから。

### アリエティス
【Aries＝ ラテン語でおひつじ座】
アイム・ライアードが使用する機動兵器。
元は多元世界とは異なる世界で「偽りの黒羊」のスフィアを組み込んで建造された機体らしいが、詳細は不明。機体各部にオレンジ色のクリスタル状の物体が張り付いているが、これがスフィアの影響なのか、元々の形状なのかも不明である。接近戦を主体にした戦法を得意としており、攻撃時にはクリスタルが様々な形状に変化する。最後はアサキムのシュロウガに撃墜されたが、スフィアの力で残存していた。
再世篇終盤ではスフィアの高まりによって分身さえも遂げたが、アサキムの持つ「知りたがる山羊」によって無力化。直後、祖国の復仇のために現れたユーサーにより、アイムごと両断された。
なお、搭載しているスフィアはとある平行世界で見つかったもので、アイムことハーマル・アルゴーはその研究を行っていたが、スフィアに半ば支配された状態で器となるアリエティスを作り上げたという。
武装
ブラッディ・ヴァイン
胸部のクリスタルが膨張すると共に、相手にビームを放つ。ビームは触手のように追尾しながら相手に襲いかかり、命中するとビームもクリスタルに変化して砕ける。
マリス・クラッド
MAP兵器。クリスタルの膨張に敵機を巻き込んで崩壊させる。

必殺技
ジ・エンド・オブ・マーシレス
両手足のクリスタルをナイフ状に変化させ、背中にクリスタルの翼を生やして突進。何度も斬り付け、最後に胸部のクリスタルで追撃する。止め演出では相手を真っ二つにした後、口からビームを放って消滅させる。
イノセント・ユニバース
上空にエネルギーを放ち、クリスタルの雨を降らせて動きを止め、手首から出現させたクリスタルのナイフで追い打ちをかける。その後、敵を巨大なクリスタルの塊に叩きつけ、その塊ごと砕き割る。

### 聖王機ジ・インサー
【Aquarius＝ ラテン語でみずがめ座】
聖インサラウム王国の第一皇子ユーサー・インサラウムの搭乗する機動兵器。
機体のカラーは白で、機体各所に豪華な装飾が施されており、赤いマントを羽織い、機体を取り囲むように王冠状のユニット「聖冠セイクリッド・クラウン」が浮遊している。正式名称は「聖王機ジ・インサリアス・アークライナス」で、その意味は「インサラウムの尽きぬ水瓶」。
スフィアの一つ「尽きぬ水瓶」が搭載されており、ユーサーがスフィア・リアクターとして覚醒して以降は、顔面の一部が砕けたようになる反作用（今の所はマリリンによる化粧で隠している）が現れている。
アークセイバーシリーズのオリジナルに当たる機体で、本来は先史文明によってつくられたオーパーツ。群雄割拠の戦国時代だった当時、後のインサラウム1世が起動に成功。その圧倒的な力を以って地球を統一し、インサラウムを建国したという逸話を持つ。
聖王の代替わり毎に改修が加えられているため、ベースは2000年前の機体であるが断じて旧式ではなく、むしろ最新技術を惜しみなくつぎ込んだ最新鋭機である。
ロボット図鑑ではスフィアが共鳴前の状態と共鳴後の状態で別々に収録されており、グラフィックの違いは胸部のスフィアが輝いているかどうかである。移動タイプは空・陸であるが、ゲーム本編で飛行することは無い。
武装
セイクリッド・クラウン
機体周囲を覆う王冠型ユニット。飛行能力があり、スフィア覚醒前は撃破時にジ・インサーを戦線から離脱させる。
宝剣コールブランド
左手に持っているハルバード。刃の部分は鞘であり、本来の姿は次元力を刀身とするエネルギーソード。ただし、この鞘は「尽きぬ水瓶」のリアクターでないと抜くことが出来ず、ユーサーが抜くまでは、開祖キング・インサラウム1世しか抜けなかったらしい。
必殺技
セイクリッド・クラウン・オーバー
セイクリッド・クラウンから複数のレーザーを放つ。ユーサーとスフィアの同調が進んだ後は演出が派手になり、チャージ中は機体頭上に原子図に似たエネルギーリングが出現。さらに着弾点の大地を削りだし、天使の彫像をいくつも作り出す。
ジ・インサリアス・アークライナス
機体の真名を冠した究極奥義。
セイクリッド・クラウンを一度離脱。フェイスガードを展開してユーサーと共に王の真言を唱えた後、再びフェイスガードを閉じる。その後、召喚したインサラウムの紋章で敵を捕らえ、儀礼機が立ち並ぶ中を悠然と歩み、コールブランドを抜き放ってスフィアの力による刀身を形成、真っ向から敵を叩き潰す。このとき、ユーサーの左頬に亀裂が入る演出が挿入される。刀身は先端が衛星軌道に達するほど長大なもので、攻撃の余波で発生した緑色の光が星全体を包み込むほどの凄まじい威力を誇る。

### ジェニオン
DEMコーポレーションが開発した次元力応用型機動兵器「DEM（ディメンション・エナジー・マシンナリィ）シリーズ」の試作3号機。
型式番号はDEM-3。メインカラーは青。テスト中に次元震に巻き込まれたことでナビゲーションロボのAGとともに地球に降下。その際にヒビキがテストパイロットとして登録され、以後はAGの監督下でデータ収集を兼ねて実戦を行っている。
本来は単座型だが、スズネがヒビキのパートナーとなってからは複座型に改造されている。次元力利用の第一段階である動力源としての使用を主眼に考えられており、環境を問わず、あらゆる場面で最大のパフォーマンスを発揮する究極の汎用機として開発されている。次元力の応用でヒビキの呼びかけに答えて様々な場所に呼び出すことが可能で、登場時にはパイロットスーツが自動で装着される。
戦術システム・次世代次元力制御機構「TS-DEMON」を搭載しており、あらゆる戦闘レンジに対応する武装と、防御兵装としてD・フォルトを装備した攻防に優れた機体である。TS-DEMONの名称やD・フォルトを装備していることから次元獣との関連性を疑われているが、現時点では詳細は不明。
武装の集約された背部ユニットは後述のジェニオン・ガイのパーツの集合体であり、出力不足で動かせないパーツに武装ユニットの機能を組み込んで背部に回したもの。
武装
ニトロパイク
肩部に内蔵のランチャーに搭載された小型の実体弾。着弾後に爆発する。
インパクトダガー
サイドアーマーに収納されている小型のダガーで接近しつつ切りつける。
Dソリッドパニッシャー
両腕に小型のキャノンをセットし、次元力を応用した砲弾を放つ。
アクセルグレイヴ
バックパックに収納された槍で敵機の周囲を旋回しつつ切断する。
必殺技
ストームブリンガー
バックパックから2基のアクセルグレイヴをビットのように展開し、レーザー、裏拳、レーザー、蹴り、斬撃、Dソリッドパニッシャーの順で攻撃する連続技。トドメ演出として次元力を掌底で叩き込み、敵を消滅させる。
スズネの同乗により、ヒビキの精神状態に変化が起きたことでTS-DEMONの出力が上がり、解禁された攻撃パターン。
グリーフパニッシャー
ブーストアップとアクセルグレイブを併用した連続技。ヒビキが「いがみ合う双子」の反作用を一時的に超えたことによる成長と、スズネの欠けた分を補うための特訓によって編み出した。

#### ジェニオン・ガイ
ジェニオンが「GAIモード」の起動によって変貌した姿。
「ガイ」は「GAI」と書き、AGが「光り輝く無限の武器」→「Glitter Armament Infinity」からネーミングした。途轍もない戦闘力を誇るが、次元力が一度の攻撃を行う程度までしか引き出せず、最長でも1分程度の起動が限界だった。しかし、後にジェミニアから「いがみ合う双子」のスフィアを奪い取ったことでその問題は解決し、当面の完成を迎えている。
ジェニオンの真の姿であり、本当の開発目的はジェミニアから「いがみ合う双子」のスフィアを奪い取ることである。そのために、類似性を利用した収斂進化を意図してジェミニアと酷似したフォルムを持たされ、人造スフィアとも言うべきTS-DEMONを装備させられていた。
全体的なシルエットがジェミニアに類似している。そのため、ジェミニアを種族の誇りとするジェミナイド達は、ジェニオン・ガイを「ジェミニアを模した偽物」と憎悪し、ガドライトなどは「粗悪なイミテーション」「ただの偽物」「ジェミナイドへの侮辱」と酷評していたが、最後にはそのジェミニアを完全粉砕して勝利を収めている。なお、ジェニオン・ガイがジェミニアのイミテーションであるという見方はジェミニスのものであり、真相は不明（意図的に類似されているのは確か）。
ジェニオン時の武装は使用不能（配置の関係で、ニトロパイクとインパクトダガーは一応使える）だが、代わりにヒビキのジークンドーをトレースしたトリッキーな格闘戦で敵を圧倒する。
スフィアの力による無限稼動、乗り手の戦技をトレース出来る高い追従性能など、いたるところがジェミニアに酷似しているが、一番似ているとされる外見については全体的なシルエットしか似ておらず、見比べるとほとんど共通項がない。
真相
ジェニオンとは、DEMコーポレーションの立案した「プロジェクト・ジェミニ」により、ジェミニアの「いがみ合う双子」のスフィアを奪うために外観を似せて作られたイミテーション。本来想定されていたパイロット、つまり「いがみ合う双子」のリアクターたる存在は実はスズネことアムブリエルであり、ヒビキはイレギュラーに過ぎなかった。
スズネは元々解離性同一障害を患う二重人格者であり、それゆえに究極の二面性を秘めていた。AGはそれを知ってスズネをパイロットに選択したが、デイモーンが襲撃した際にたまたま居合わせたヒビキが誤って登録システムに接触、パイロットになってしまった。
しかし、ヒビキの中にもまた相反する感情が存在したため、AGは職務遂行のためヒビキをテストパイロットに選定。さらに保険として本来の乗り手であるスズネを丸め込み、二人がかりで擬似スフィアであるTS-DEMONを稼動させていた。
変形能力を持たされていたのはジェミニスの目を欺くためと、スフィアの力を前提にしたGAIモードは擬似スフィアでは出力が足りなかったため。
ジェニオン・ガイの「ガイ」とは「GAI」でも「鎧」でも規格「外」でもなく、「骸」。つまり、魂たるスフィアのない抜け殻である。そして形式番号のDEMとは「Diabolus Ex Machina」、機械仕掛けの悪魔という意味であった。
武装
武装や技の名前は魔装機神シリーズに登場するガッデス同様、北欧神話から来ている。
ビルレスト
亜空間から転送される、ジェニオン・ガイの全長を超える大きさの巨大武装コンテナ。遠距離兵装を搭載するだけでなくブースターとしての役割も兼ね、ジェニオン・ガイの突撃力を強化する事が可能。
ヘルヘイム
TS-DEMONをヘルヘイム・モードにシフト、胸部から次元力の弾丸を射出する。
ミドガルズオルム
TS-DEMONをミドガルズオルム・モードにシフト、跳躍からの強襲で後ろを取り、次元力を指弾で放って破壊エネルギーとしてぶつける。
必殺技
ヴァナルガンド
TS-DEMONの出力を全開まで上げ、巨大武装コンテナ・ビルレストを転送・装備。DEMONをヴァナルガンド・モードにシフトし、ビルレストに内蔵された無数の兵装による連続攻撃を叩き込んだ後、ビルレストに内蔵されたブースターを用いて突撃、ビルレストをパイルバンカーの如く強力な次元力と共に叩き込み、その衝撃を以て敵を粉砕する。
ニーベルング・アナイレーション
スフィアを搭載したことで実現した、ヒビキ必殺のアクションパターン。
「いがみ合う双子」の力で次元力を抽出し、フィンガースナップで敵を爆破して拘束。裏拳で吹き飛ばした敵に飛び蹴りで肉薄した後背後に回り、連続攻撃を加えて空中に打ち上げた後、ジャンプで追撃。TS-DEMONをニーベルング・モードにシフトし、スフィアを表すかの如き一組の指輪を両手で握り潰すようにして次元力を吸収。ミドガルズオルムで空中の敵を地面に叩き落し、螺旋軌道を描きながら猛スピードで落下しつつ敵を踏み潰す。
トドメ演出では地中に蹴り込んだ後自分だけ脱出、フィンガースナップを合図に爆発を起こして地形ごと消し去る。

#### ジェミニオン・レイ
【Gemini＝ ラテン語でふたご座】
ジェニオンの最終最高の形態。
サイデリアルによって改造されたバルゴラ・グローリースターのガナリー・カーバーのデータ、ガンレオン・マグナの持つ自意識、トライアから齎されたリ・ブラスタTのSPIGOTの思想を組み込み、それらがヒビキの意志と、植えつけられたジェニオン自身の意志により変質・強化されることで誕生した。ジェニオン・ガイの状態からさらに変化することでこの姿になる。
しかし、変容後、ヒビキの希望と絶望を超越する意志によって「いがみ合う双子」がオーバードライブを起こし、AGの想定していた「神をも恐れぬ最凶の機神」を通り越し、「禁忌の向こうにある希望」としてヒビキの意志を反映したさらなる変容を起こした。
AGの想定していた姿「ジェミニオン」はカオス・レムレースに似たまがまがしい機体だったが、ヒビキの意志に呼応した「いがみ合う双子」とジェニオンの意志を反映した結果、随所にジェニオンの意匠を残しつつも、ガイを超える巨躯へと変貌。スフィアの力による有機化を起こし、完全にヒビキの力として生まれ変わり、「光」と始まりの「ゼロ」をかけて「ジェミニオン・レイ」と命名された。本来は「骸」のジェニオンに「身」が入ることで「ジェミニオン」だった。
サード・ステージに覚醒した「いがみ合う双子」の力を最大限に発揮するための機体であり、武装はガイではなくノーマルのジェニオンのもののスタンタードな発展型となっている。ジェニオン・ガイでは有り余るエネルギーに振り回され、それに指向性を与える単純なものであったのが、SPIGOTのデータを使用したことでダイレクトに攻撃力へと転換できるようになった。事象制御の度合いはより高まり、あらゆる面でジェニオン・ガイを大幅に凌駕する戦闘力を誇る。そのフォルムはジェニオン・ガイをベースとしつつも頭部にはジェニオンの意匠が残っているが、全体的にはウイングの肥大化やがっしりとまとまった体躯など、オリジナル機であるジェミニアにより近くなっている。また、スフィア・アクトもヒビキの意志に応じて変容し、マイナスの意志を励起するものからプラスの意志を励起するようになった。
プラスとマイナスを超えた先にある究極の力を発揮するこの機体とヒビキを、ゲシュタルトのメタールは「あれこそが太極」と評した。
最終決戦後、トライアにより可能な限りの修理が行われた上でゲートトラベラーとなったヒビキに餞別として渡された。なお、ルート次第では修理されず、大破したままとなる。
ジェミニオンとジ・エーデル
本来想定されていた「ジェミニオン」は、AGの人格ベースであるジエー・ベイベルが、カオス・レオー、カオス・アングイス、カオス・カペルのデータを使い、カオス・レムレースを再設計した機体。つまり、DEMコーポレーションという組織は最初から存在しておらず、「DEM-03」の形式番号が意味するのは、機械仕掛けの悪魔たるレムレースを発展させたカオス・レムレースの更に発展した姿（DEM-00＝レムレース試作型、DEM-01＝レムレース、DEM-02＝カオス・レムレース）、という意味である。
ジエーは御使いと戦うための力を求め、スフィア・リアクターを使うことを考えた。その結論として、自身がリアクターになることを決め、ジェミナイにあった「いがみ合う双子」を奪い取るべくジェニオンを建造。その乗り手として、裏人格にジ・エーデルの並行存在を持つスズネを選んだ。しかし、偶発的な事態により乗り手はヒビキになってしまった……というのが真相である。
ヒビキが接触した制御マトリクスの正体は、スズネの中で眠っていたジ・エーデルことアムブリエルをたたき起こすための目覚まし時計たる黒の英知の一部。また、ジェニオン・ガイの武装名がすべて北欧神話由来なのは、神話にある神々の最終戦争、つまりラグナロクを望んでいたためである。
武装
ニトロハーケン
ブースターに装備されたスパイク。次元力のストリングで接続されており、射出後敵機に食い込んで爆破する。
ハウンド
Dソリッドパニッシャーが変容した遠隔攻撃端末。射出されると猟犬を象ったエネルギーをまとって展開、ヒビキの意志に応じて敵を八方から攻撃する。また次元転移用のポータルとしても機能し、ジェミニオン・レイの移動をサポートできる。
フルアクセルグレイブ
ジェニオンのそれとは異なり剣になっている。また柄を伸張して槍としても使用可能。
必殺技
ハウンドペネトレイター
ミドガルズオルムとストームブリンガーを複合した格闘技。ハウンドを射出して敵を攻撃し、展開された次元弾を通じて敵の背後に飛び出し、そこから蹴りとパンチで連続攻撃を加え、トドメにアッパーで殴り飛ばした相手にハウンドを叩き付ける。
バルムンク・エリミネーション
ヒビキ単独での必殺技。剣モードのグレイブで切り裂いた後、槍に変形させて引っ掛け、たたきつけたところに連続突きを見舞い、そのまま蹴り抜ける。トドメに背後に回ってから「いがみ合う双子」を発動、グレイブを投げつけたところに次元力の指弾を叩き込み、圧縮爆破。転移で戻って来たグレイブを回収して見得を切る。
ジェミニアの「ブラスター・アーツ・ノヴァ」を踏襲したモーションだが、制御の度合いが上がったのとヒビキの技量の上達により、攻撃効率は上を行く。
ジ・オーバーライザー・アーク
ヒビキの意志にスズネの想いが重なることで生み出されたジェミニオン・レイ最大の奥義。「いがみ合う双子」の力を最大まで引き出し、ヒビキのジークンドーを完全トレースした格闘の連続攻撃を繰り出して敵の動きを止める。トドメに剣の柄を召喚、背部のウイングを接続してそこから次元力の刀身を展開、絶望のビジョンごと敵を完全粉砕する。

### ジェミニア
【Gemini＝ ラテン語でふたご座】
サイデリアル「ジェミニス」隊長、ガドライト・メオンサムが搭乗する人型機動兵器。
ジェミナイの技術の粋を集めた機体であり、動力源として「いがみ合う双子」のスフィアを搭載している。
惑星ジェミナイの上級隊員が使用する機動兵器「ディオスク」をベースに改造を重ねる形で開発された機体であり、その外見はディオスクに似た意匠を有する。ただ、スフィアの影響か全体的に生物的な造形となっており、ディオスクやイミテーションであるジェニオン・ガイにはない自己修復能力を有する。
惑星ジェミナイの現存時点での最高技術が導入されており、原型機であるディオスクと同様のパイロットの念動力で機体を制御する専用の念動コントロールシステム、そして光粒子を利用した攻撃兵装も引き続き搭載している。更にディオスクに無い防御機構として、次元断層を発生させ攻撃を遮断する防御障壁「D・フォルト」を搭載するなど防御面も優れる。
スフィアの大出力は主に機動性・運動性の向上と攻撃の効率強化に絞られており、武装も両腕に内蔵した遠距離兵装「光粒子ブラスト」と、光粒子から生成する近接戦用の大型剣「光破剣フォルメニア」のみと極めてシンプルなものに統一された結果、繰り出される攻撃全てが一撃必殺という神業を実現した、質実剛健を体現したかのような機体となっている。
念動コントロールによる操作とディオスク由来の高い格闘戦能力に加え、スフィアから引き出される強大な次元力、パイロットであるガドライトの卓越した操縦技術と強大な念動力が合わさり、他のスフィア搭載機を凌駕する高い性能を持つに至った。その戦闘力は計算上では、ディオスクで構成された大隊に匹敵するとされ、その圧倒的な戦闘能力の高さ故に惑星ジェミナイの住人にとってジェミニアは母星の繁栄の象徴とされ、単なる一機動兵器を超えた存在として扱われている。
ジェミニスはこのジェミニアに似た姿を持つジェニオン・ガイを「誇りを汚す存在」として忌み嫌っているが、最後にはそのジェニオン・ガイにスフィアを奪われ、乗り手諸共木っ端微塵に粉砕されるという完全敗北を迎えることとなった。
しかし、時獄戦役後に修復され、バルビエルの「怨嗟の魔蠍」によって涼音から肉体の主導権を奪取した裏スズネことアムブリエルが搭乗。人造スフィアを搭載し、再びヒビキとジェニオンの前に立ちはだかることとなった。ただし、この人造スフィアはTS-DEMONと異なり、サイデリアルのものであるため、スフィア・アクトが使えないこと以外は本物と遜色ない。図らずも、時獄戦役時とは立場が逆転することとなった。
さらに、メガラニカの決戦でスズネが投棄した際、生きていたガドライトが再び搭乗。本来の主のもとに戻り、再びジェミナイドの誇りとして戦場に立つこととなった。
武装
光粒子ブラスト・ワイド
MAP兵器。光粒子ブラストを広範囲に放射し敵を殲滅する。
光粒子ブラスト
両腕部で光粒子を溜め、巨大なビームにして攻撃する。
光破剣フォルメニア
光粒子で構築した両刃のブレードで敵機を斬撃する。2本を連結させロングブレードにすることも可能。
必殺技
ブラスター・アーツ・ノヴァ
ジェミニス必殺の連続攻撃パターン。
「いがみ合う双子」の力で光粒子を全開まで引き出し、2対の光破剣フォルメニアで相手を高速移動と共に連続で斬りつける。その後剣を1つに連結し、更にその連結した剣で更に切り刻んだ後、連結させたフォルメニアを投郷して串刺しにする事で標的を拘束。その後零距離から光粒子ブラストの放射を叩き込む超高速の連続攻撃。

### 尸逝天（しせいてん）
サイデリアル「鬼宿」の隊長機。尸空の乗る巨大兵器。
動物の死骸のような不気味な姿をしており、機体前方に鋭い歯の並んだ5つのアギト、機体背部の盛り上がった部分に「沈黙の巨蟹」のスフィアの搭載部と無数のトゲ、機体下部は肋骨と甲羅を思わせるデザイン、尾部は首長竜の頭部化石を思わせる。スフィアに依拠する大火力を以っての広域殲滅を得意とする。
そもそも機動兵器ですらなく、生と死との狭間に存在し、その境界を渡る伝説の生き物の死骸であり、死してなお在るという理を超越した存在。その子供に外装や武装を取り付けたのが尸冥爪である。
生きながらにして「消えようとする力」を司る歴代の鬼宿の総領が受け継いできた由緒正しい機体であり、現在の総領である尸空が所有している。
なお、ネーミングは少々わかりづらいが、かに座の中心領域は二十八宿で「鬼宿」と呼ばれ、その中に含まれるプレセペ星団は「積尸」（あるいは「積尸気」）と呼ばれ、屍から立ち上る魂の寄る辺とされていることに由来する。つまり「尸の」「逝く」「天」で「尸逝天」である。
デザインモチーフはカニ。真正面から見るとハサミを振りかざすカニを象っている。また、全体フォルムはカニつながりでカブトガニを象っている。
武装
骸怨（がいえん）
MAP兵器。負の次元力のエネルギーを放射する事によって自身の周囲のすべてをなぎ払う。
霊鳴（れいめい）
MAP兵器。死の稲妻で前方の敵を掃滅する。
鬼光衝（きこうしょう）
「沈黙の巨蟹」の力で負の念を凝集させ、流星としてぶつける。連獄篇で解禁された。
必殺技
尸獄門（しごくもん）
尸空の意志によってスフィアを起動、それを負の次元力に変換して三つの口から放射する。
冥逝孔（めいせいこう）
「沈黙の巨蟹」の力を解放して黒い領域に敵を捉え、変貌した尸逝天で突撃して敵を食い殺す。

### アン・アーレス
【Antares＝ ラテン語でさそり座】
サイデリアル「アンタレス」の隊長機。
赤い本体の背中にダンゴムシにも似た青い巨大ユニット「ブランダイ」を装着し、多目的ナノマシンと高い機動性により、敵を幻惑しながら戦う。
ナノマシンは「怨嗟の魔蠍」によって強化されており、搭乗者に直接ダメージを与えることも出来る。機体自体もスフィアを高レベルで制御し、細身の外見とは裏腹にパワーも高い。
左の顔面部からは翠の結晶体の角が伸びているが、これはスフィアによる有機化の影響。ブランダイは展開することで次元力で形作られたサソリへと変形する機能を持ち、アン・アーレス本体はその場合、尾の先に上下逆さまで接続され、頭部の結晶体は毒針を象ることになる。
当初はアン・アーレスと呼称されていたが、真の名前は「ガン・アーレス」。Zシリーズの世界では、アムロやバナージ、刹那達の「ガンダム」や、ノリコとカズミの「ガンバスター」同様に「ガン」の名を持つ「火の文明」の遺産の一つである。
武装
ノキサス・ブロッサム
MAP兵器。ナノマシンを広域に散布し、敵の動きを止める。ナノマシンであるため、∀ガンダムの「月光蝶」とぶつかると干渉し合って相殺してしまう。
クルス・シックル
アン・アーレスが左手に装備する携行武器。二枚の刃から成る鎌であり、次元力を利用して刃を高速で飛ばし、離れた敵を切り刻める。
必殺技
スキャフォード・エッジ
クルス・シックルの本来の形。敵を切り刻んだ後、背後から刃を突き立ててサソリの紋章が描かれた巨大な機械に引きずりこみ、内部の歯車で粉々に磨り潰す。
ジ・エンド・オブ・デスペア
ブランダイ左右のクリスタルからエネルギーボールを飛ばし、それを相手の近くで炸裂させて血の領域に飲み込む。数秒間楽園の幻影を見せた後、それを引き裂いて敵の前に現れ、サソリ型に変形したブランダイで敵を捉え、尾の先に接続されている本体の左目から伸びる結晶体で突き刺し、バルビエルの憎悪と絶望に飲み込んでパイロットごと抹殺する。

### プレイアデス・タウラ
【Taurus=ラテン語でおうし座】
サイデリアル「ハイアデス」の隊長機にしてストラウスことエルーナルーナが乗艦する新地球皇国軍の旗艦。スフィア搭載機の中で唯一の戦艦。
ハイアデスに配備されているアルデバルの同型艦であるが、「欲深な金牛」とエルーナルーナの技量により、圧倒的な突撃力と攻撃力を持つ。金色の艦体は圧倒的な存在感を持ち、前線の兵からも人気が高い。
元々は、銀河を流浪する戦闘集団ハイアデスの前頭領が、愛娘のエルーナルーナにプレゼントしたアルデバルの専用カスタム艦であり、動力として未覚醒の「欲深な金牛」が搭載されていた。
サイデリアルとの戦いで前頭領が討たれた際、アウストラリスの言葉に血の高ぶりを感じたエルーナルーナに呼応してスフィアが覚醒、さらなる力を得ることとなった。
その後、エルーナルーナにとってプレイアデス・タウラは父の形見であると同時に、サイデリアルにそうさせた御使いへの復讐のモニュメントとなっている。ラース・バビロンでの決戦において、「欲深な金牛」をヴィルダークに渡すため撃沈された。
武装
フル・ボンバードメント
MAP攻撃。前方に一斉射撃を行う。
フォトン・トーピドー
艦首の部分のクリスタルからエネルギーの魚雷を発射する。
タキオンブリッツ・プレッシャー
主砲であるクリスタルビーム砲を一斉射撃する。
必殺技
パッションスタンピード・ハイアデス
「欲深な金牛」の力によって次元力を引き出して空間を歪め、艦体を加速して突入。最大戦速のタイミングで相手の前に現れそのまま激突することで粉砕する。

### シュロウガ
- シュロウガ
  - シュロウガ・シン

### カオス・カペル / エリファス
- カオス・カペル / エリファス

### アスクレプス
クロノの改革派の筆頭であるアドヴェントが搭乗する人型機動兵器。
開発経緯は不明だが、動力源に何らかの形で次元力を用いており、スフィア搭載機に匹敵する高出力や事象制御能力を発揮している。赤いラインの入った白を基調とした装甲を持ち、武装として両腕内蔵のブレードと腰に搭載された蛇を模した2門のビーム砲が存在。また緑色に輝くクリスタル状のパーツや、空間に突き刺さるアンカーとして機能する尾のような機関が存在するのが特徴。高い機動性と遠近距離問わず対応可能なバランスに優れた武装を搭載しており、搭乗者であるアドヴェントの技量と合わせてあらゆる戦況で十二分に力を発揮する事が可能。
その正体は、アドヴェントが「御使い」の座を追われた時に与えられたヘリオースにリミッターをかけ、通常機動兵器レベルまで堕とした機体。「太極」や「ソル」と呼ばれていた物の正体は、太古の昔にオリジン・ローを御するため作られた人造の神「至高神ソル」のことで、ヘリオースは至高神がスフィアや黒の英知等に砕けた後に残ったコアから生み出された機体である。故に元々一つのものであったスフィアの存在を探知できる。
必殺技
フォールディング・スマッシャー
機体腰部に装備された、蛇のような形状の2門の砲門から連続で放たれるエネルギービーム。砲門は蛇のように自由にしなり、様々な角度からビームを発射出来る。
スクランブル・エッジ
両腕のブレードを展開した後猛スピードで突撃して格闘戦を仕掛け、連続で切り刻んだ後空中に打ち上げる。そして打ち上げた敵を更に超高速の曲技機動を描きながら追い打ちを掛けるように連続で突撃しながら切り刻んだ後、トドメに打ち上げた敵を大地目がけ叩き落とす。
Gディメンション・リベレーター
亜空間からエネルギーカノン「リベレーター」を転送して構え、後方の尾のような機関をアンカーとして空間に打ち込んで機体を固定。その後次元力を抽出した事で生み出した緑に輝く大出力エネルギーの光線を撃ち込んで敵を消し飛ばす。

#### 量産型アスクレプス
アスクレプスの兵器としての部分のみを複製した量産型。
本来黒と赤のカラーリングだが、アオの星では保守派の目を欺くためにオリジナル同様のカラーに変えられている。アスクレプスと同等の性能や武装を持つハイスペックな機体ながら、良好な操縦性を持ち、実戦慣れしていないパイロットでも十分な戦力になる。ただし、所詮機動兵器としてのコピーなので、オリジナルの持つ自己再生やエネルギー補給機能等はない。代わりの措置としてジャミング装置を搭載している。

## 次元将

### 破界の王ガイオウ
「プロジェクト・ウズメ」によって次元の狭間から現れた謎の男。
生身で機動兵器の一斉攻撃を受けても傷ひとつ負わず、素手でマクロス・クォーターの甲板を破壊するなど、人間をはるかに超越した身体能力を誇る。戦闘においては白い鎧をまとったかのような姿をとり、大型の次元獣の背中に設けられた玉座に座り、足踏みの合図で攻撃させることが多い。なお、ガイオウが記憶を失っている間、この大型の次元獣に対しカルロスが「ゲールティラン」と名付けており、図鑑でもこちらの名義で登録される。D・フォルトは装備していない。
ゲールティランはリヴァイブ・セルと呼ばれる生物細胞を生成する能力を持ち、次元力との応用であらゆる生物とその生物が搭乗する機動兵器を融合させ、自身の配下である次元獣へと変貌させる「ヴァイオレイション」と呼ばれる現象を発生させる力を持つ。
必殺技
アレフ・ゼロ
MAP兵器。広範囲にエネルギーを放射し、周囲の敵にダメージと装甲ダウンの効果を与える。
インフィニティ・ノヴァ
ガイオウの合図と共に、ゲールティランの額からエネルギー弾を飛ばす。当たった敵は胴体に風穴が空いた後、大爆発を起こす。
無窮の牙
亜空間を展開し、リヴァイブ・セルを飛ばす。リヴァイブ・セルで相手を固めて動きを封じた後、ガイオウが玉座を降り、右手に力を溜めて渾身のパンチで粉砕する。とどめを刺すと空から一枚の羽根が舞い降りて来て、ガイオウがこの羽根を握りしめて天を仰ぎ見ながら一言呟く。エメラルダンはこの攻撃で撃墜された直後に次元獣ディノダモンに変化しており、この時にガイオウは「新たな戦士が生まれる…」と呟いている。

#### 次元将ガイオウ
破界の王ガイオウが真の力を取り戻した姿。
別次元における対バアル用決戦兵器で、ゲールティランこと次元獣ヴィシュラカーラは装着物に変化し、制御中枢となっていた人型の部分は巨大化。戦闘能力はゲールティランを凌駕し、次元力を制御し戦闘に用いる点はインサラウム製の兵器やスフィア搭載機、シュロウガなどと共通するものの出力は桁外れ。
本来は「次元将ヴァイシュラバ」という正式な名前があるが、カルロスからもらったガイオウという名前が気に入っているガイオウ本人がこの名前を名乗っている。また、ガイオウによれば全部で4機製造されたとされるが、残り3機のうち1機はサイデリアルに存在し、残り2機は過去の御使いとの戦いにて破壊される。
必殺技
相克・絶
MAP兵器。青白いオーラを周囲に展開し、周囲一帯を攻撃する。
ゼロ・レイ
エネルギーを左手に溜め込んだ後、パネル状の砲口を展開。虹色と漆黒に輝く光線を発射する。
太極・斬
気合いと共に無数の岩石が浮かぶ宇宙空間のような亜空間を発生させ敵を引きずり込み、瞬間移動と格闘攻撃の連打によって、敵を空間内の岩石に叩きつけながら追い込んだ後、全力の手刀で亜空間諸共敵を叩き割る。

### 次元将ヴィルダーク
別次元における対御使い用決戦兵器・次元将の一機。
次元獣ヴィシュラカーラが失われているため、飛行能力を持たず徒手空拳のみが攻撃手段になっているが、保有する「立ち上がる射手」とサイデリアルの3幹部から手に入れた「怨嗟の魔蠍」「欲深な金牛」「沈黙の巨蟹」の4種のスフィアが生み出す莫大な次元力、そしてヴィルダーク自身の戦闘力が合わさり恐るべき力を誇る。
なお、次元将の名はそれぞれ「ヴァイシュラバ」「ドゥリクラー」「ウィルバーシャ」「ヴィルダーク」で、ドゥリクラーとウィルバーシャは過去の御使いとの戦いにて死亡。
必殺技
相克の陣
スフィアの力を吸収している最中の卵の状態で使用した攻撃。
相克・極
MAP兵器。青白いオーラを周囲に展開し、周囲一帯を攻撃する。
太極・滅
4つのスフィアの力を引き出して自身の闘気を最大解放。無数の流星の弾幕を放った後強大な次元力を纏って突撃。連続攻撃を仕掛け、トドメにドロップキックで空間諸共敵を粉砕する。

## カイメラの機動兵器
- カオス・レオー
- レオー
- カオス・アングイス
- アングイス
- カオス・カペル
- カペル
- レムレース
- レムレース試作型
- カオス・レムレース
- コルニクス
- レクス・コルニクス

## 新帝国インペリウム

### グレート・アクシオン
カルロスがインペリウムに供与した大型飛行要塞。全長は1kmを超える。
新帝国インペリウムはこれを拠点に世界を巡り、数々の国家を壊滅状態に陥れている。ディメンション・エナジー・クリスタルをエネルギー源とした主砲（DEC重粒子反応砲）が最大の武器。なお、本艦の艦長役にあたる筆頭政務官シオニーは、祖国の名をとって「グレート・リモネシア」と呼びたがる。
『再世篇』でパレス・インサラウムの設計を流用する形で開発が行われたことが判明。オリジナルのパレス・インサラウムとは異なり、グレート・アクシオンの時空振動システムは不完全なため、アリエティスの存在が発動には不可欠であるという欠点を持つ。
武装
DEC反応砲
艦中央部の砲口から発射されるエネルギー砲。MAP兵器。
全方位インターセプトレーザー
艦各所に設置された数十の砲座からを全方位目がけレーザーを乱射し敵を迎撃する。
DEC重粒子反応砲
限界まで出力を高めたDEC反応砲を放射し前方の敵を一掃する。

#### パレス・インサラウム
インサラウムの大型飛行要塞にして、王宮そのもの。
外観はグレート・アクシオンと酷似しているが、実はグレート・アクシオンは本艦の設計を流用して建造されており、いわば本艦がグレート・アクシオンのオリジナルである。故にグレート・アクシオンでは不完全だった次元力反応炉・時空振動システムは完全な形で稼働可能で、アリエティスによる外部からのサポートを必要としない。元々はアークセイバーの本陣となる移動要塞だったが、インサラウム壊滅時に王宮としての機能が追加され、現在の姿に改装を受けている。その他、艦内にはアンブローン・ジウスの研究ラボや次元獣エスターが収容された特別格納庫などの設備が設けられている。
武装
DEC反応砲
全方位インターセプトレーザー
DEC重粒子反応砲
グレート・アクシオンの物と共通。
次元転移砲
正式名称「ディメンション・トランスファー・バスター」。艦体中央に設置された主砲。パレス・インサラウム各所に内蔵したDECの結晶体を展開した後エネルギーリングを形成して射線を確保。射出したエネルギーボールを転移させて敵機に叩きつけ、異空間に引きずり込んで破壊する。

### 次元獣
次元の狭間から現れる、正体不明の怪物。性格は凶暴そのもので、インペリウムが台頭する前は「自然災害」扱いされていた。後に、ガイオウによって姿を変えられたインサラウムの人々の成れの果てであったことが判明する。基本的に次元獣と化した人々の生前の意志は失われており、ガイオウの指示に従うか、見境のない破壊活動しかできない。次元獣化したものを元に戻すことは基本的に不可能。
『再世篇』ではインサラウムによって改造され、制御下におかれた次元獣が登場する。しかし、制御次元獣は簡単な命令しか実行できない上、ガイオウ配下の頃と比べ戦闘力も大きく落ちている。しかし人的資源をガイオウとの戦闘で多数失っているインサラウムにとっては貴重な戦力であり、アークセイバー共々戦闘に用いられている。
次元獣の専用BGMは「DAMON」（ライノダモンMD、ディノダモン級、ギガ・アダモン）、「多界侵食警報」（リヴァイダモン級、ルーク・アダモン）、「禁断の魔獣」（エクサ・アダモン）。

#### ダモン級
最も下級の次元獣であり、次元獣の正式名称である「Dimension-Armed MONster」の頭文字を取ってダモンと呼ばれる。
これより上のクラスの次元獣もこれに倣って「○○ダモン」という名がつけられる。このクラス分けはアクシオン財団の次元獣研究の権威（アクシオン財団解散後は独立して継続）である「ADiCR（エーディック研）」によって行われているが、カルロスによってこの研究所にもたらされたデータは、元々は聖インサラウム王国で用いられたものである。ダモンは次元獣としては不完全な個体であり、通常の空間においては5~10分程度しか存在できず、それを過ぎると消滅してしまう。元の個体がガイオウの求める力を持たなかったか、次元獣化（ヴァイオレイション）する過程で何らかの不具合があったのではないかと推測されている。尻尾を振って波動を飛ばす「波動スピンソー」が唯一の攻撃手段。ゲーム中では「次元獣ダモン」と表記される。
次元獣ダモン改
インサラウムで改造された次元獣ダモン。頭部に制御用の機械がついていること以外は次元獣ダモンと変わりない。目撃当初ははぐれ次元獣との区別のため、次元獣ダモン（特種）という分類がされていた。これは、ほかの改造された次元獣も同じである。パイロット登録されているのは初めのうちは次元獣（顔グラフィックは『破界篇』とは違う）だが、途中から制御次元獣という名称に変化する。
次元獣エスター
エスターがブラスタEs諸共次元獣に変貌した状態。
エスター本人の意志は健在で、ルルーシュのギアスが効果を発揮したり、ユーサーの話し相手になっていたこともある（ただし、言葉を発せないので「！」などの反応になってしまう）。後にクロウの持つ「揺れる天秤」とユーサーの持つ「尽きぬ水瓶」のスフィアの力で元の姿に戻ったが、エスターは次元獣に変貌していた間の記憶がおぼろげながら残っている。また、エスター自身も無意識に次元力を無尽蔵に抽出するようになってしまい、再世戦争後に仮死状態となる影響が現れた。ブラスタEsにも原因不明の出力アップが起きている。
ユニットとしては次元獣ダモン扱いで、パイロットが次元獣エスターになっていること、色が違うこと以外次元獣ダモンとの違いはない。データ上は女性の扱いのままらしく、『マクロスF』のミシェルや『オーガス』の桂を隣接させると、エースボーナスが発動する。

#### ブルダモン級
当初は「ダモン（角付き）」という仮称でクラス分けがされていたが、後にブルダモンという正式名称が与えられた。
ダモンはブルダモンの不完全版と解釈されており、基本的にはダモンとブルダモンは同一の種として見ることが出来る。放電機能を持つ角を備えており、これを突き刺しての攻撃を繰り出す他、尻尾を自らちぎって飛ばし（ちぎった尻尾はすぐに再生する）、目標に噛み付かせるというトリッキーな攻撃を仕掛けてくる。ブルダモンは完全に次元獣化した個体であるため、ダモンに存在した活動限界は存在しない。
このクラス以降の次元獣には「D・フォルト」と呼ばれる時空間歪曲能力（次元断層であるとされており、ゲームシステム上はバリアの一種）が備わっている。ゲーム中では「次元獣ブルダモン」と表記されるが、当初は仮称のクラス分けである「次元獣ダモン（角付き）」と表記される。元はインサラウムで部隊長クラスの戦士および機体が次元獣化した個体であるとされている。
次元獣ブルダモン改
インサラウムで改造された次元獣ブルダモン。頭部に制御用の機械が付いているほか、D・フォルトが使えなくなっている。
真次元獣ブルダモン
本来の使命を取り戻したガイオウが自分の軍団として出現させた、金色に輝く次元獣ブルダモン。
その戦闘能力は通常のブルダモン級を凌駕し、ライノダモン級にも匹敵し攻撃方法も異なる。軍団では主に前衛を務める主戦力である。真次元獣という名称はガイオウがZEXISでの呼称に合わせた名称として名乗ったもので、本当の名前は不明。次元将ガイオウが倒れると同時に消滅したため、その謎が明かされることはなかった。武装はライトニング・パルサーのみで、追加効果として気力減少の効果を持つ。

#### ライノダモン級
インサラウムの準騎士クラスの戦士および機体が次元獣と化したクラス。
出現頻度はブルダモン級の10分の1であり、戦闘能力もブルダモン級をはるかに上回る。そのため、多くの国家では戦略兵器クラスとして認識されている。その巨体を生かした突進攻撃を得意とする。ゲーム中では「次元獣ライノダモン」と表記される。
ライノダモン級・MD
インサラウムの準騎士であったシェーヌ・ピステールが、愛機ジェイドルーンと共に次元獣化した個体。
この個体のみ体色が白く変色しており、その特徴から「モビー・ディック（白鯨）」のコードネームが付けられている。普通、次元獣化した者は生前の意志を持たないが、ライノダモンMDは生前の意志が残っていたかのように、かつての姉であるマルグリットをかばうなどの行動を見せたことがあり、その後不完全に次元獣化した次元獣エスターとは「白い」「人間だった頃の意志が残っている」等の共通点を持つ。「灼熱ホーン」の演出が普通のライノダモン級とは異なっている。
1年前、ファイヤバグの立ち会いの下行われたブリタニア・ユニオンによる時空制御実験「プロメテウス・エクスペリメント」で『第2次Z』の世界に出現。凄まじい戦闘能力を発揮し、ものの数分でテキサス西部の街、オーディスを壊滅させた。その際、生存者はファイヤバグ隊員だったクロウにより救助されたエスターのみで、トライアもこの次元獣の存在を知ってはいるが記録はエスターの証言のみだった。この「ライノダモンMD」の存在が確認されたことを契機に、ダモン級以上の次元獣の危険性が浮上し開発されたのがDMバスターことブラスタである。しかし、初戦ではクロウのブラスタをまったく寄せ付けず一撃の下に撃墜。能力の高さを見せつけた。ゲーム中表記は「次元獣ライノダモンMD」、次元獣の等級が設定されるまでは「次元獣？？？」。
次元獣ライノダモン改
インサラウムで改造された次元獣ライノダモン。頭部に制御用の機械が付いているほか、ブルダモン同様にD・フォルトが使えなくなっている。
真次元獣ライノダモン
本来の使命を取り戻したガイオウが自分の軍団として出現させた、金色に輝く次元獣ライノダモン。
軍団の中核となる戦力であり、通常のライノダモン級を凌駕する戦闘能力を持つ「真の次元獣」。なぜ金色なのか、異なる攻撃方法や本当の名前など、詳細は謎に包まれている。武装はライトニング・パルサーとフォトン・ドライバーのみ。光や雷を武装として使用し、ライトニング・パルサーの追加効果はEN減少。

#### ディノダモン級
インサラウムのアークセイバー級の戦士および機体が次元獣化したクラスで獣脚類の恐竜の姿をしている。
単体で次元獣化したクラスの中では最も強力な個体で、次元の隙間に穴を開けて目標の目の前に現れて爪で切り裂くなど、次元を自在に行き来できる能力を備える。ゲーム中の表記は「次元獣ディノダモン」。その出自ゆえに少数の個体が存在するのみで、重要と見なされた戦場でのみその姿を現す。
なお、第49話ではシュバルとエメラルダンもガイオウによってこの次元獣に変異している。
次元獣ディノダモン改
インサラウムで改造された次元獣ディノダモン。ほかの制御次元獣同様、頭部の機械が特徴。また、D・フォルトの能力は失われた。
真次元獣ディノダモン
本来の使命を取り戻したガイオウが自分の軍団として出現させた、金色に輝く次元獣ディノダモン。
ほかの真次元獣同様、通常のディノダモン級を超える戦闘能力を持つ。攻撃方法も異なり、装甲ダウンの効果を持つライトニング・パルサー、八つ裂きスライサーの本来の姿とも取れるオプティカル・スライサーと、アビス・プリズマという武装を持つ。

#### リヴァイダモン級
インサラウムにおける戦略兵器クラスの兵器もしくは母艦的存在および、それに搭乗していた複数の戦士が次元獣化したクラス。
他のクラスの次元獣を一斉に呼び寄せての攻撃などを行う。ゲーム中表記は「次元獣リヴァイダモン」。すべての次元獣の頂点に位置する存在で、戦闘能力は次元獣の中では最強クラス。次元獣でありながら、次元獣化する前同様に母艦的機能を持ち、他の次元獣を内部に格納することも可能である。ロボット大図鑑では2体しか確認されていないという記述があるが、ゲーム中では最終話に4体出現する。
名前の由来は『旧約聖書』に登場する怪物リヴァイアサン。
真次元獣リヴァイダモン
本来の使命を取り戻したガイオウが自分の軍団として出現させた、金色に輝く次元獣リヴァイダモン。
破界事変で出現したリヴァイダモン級を凌駕する戦闘能力を持つ。全軍ジェノサイドに当たる武装は持たないが、能力半減の効果を持つライトニング・パルサー、雷撃バーストに当たるシャイン・バースト、ルミナス・ノヴァといった武装を持つ。

#### 飛行型次元獣
名称などの詳細不明。『第2次Z破界篇』のオープニングに登場し、本編ではリヴァイダモン級の全軍ジェノサイドの演出で登場するのみである。

#### 次元獣ヴァルナー
天獄戦争で新たに確認された空戦型の次元獣。次元将ヴィルダークの心の迷いが原因で完全な真次元獣化がされていないが、戦闘力はガイオウとの最終決戦に現れた真次元獣ディノダモンを上回る。インサラウム式の分類外にあるため「ダモン」の名はついていない。ヴィルダークが率いる唯一の次元獣。

#### アダモン級（人造次元獣）
ゲーム中表記は「人造次元獣アダモン」。アダモンとは「Artificial Dimension-Armed MONster」の略称。
インサラウムのアンブローン・ジウスがガイオウ配下の次元獣のパーツを組み合わせ、機械式制御システムを組み込み開発した人工の次元獣である。さらに補助動力として次元結晶DECを搭載しており、ライノダモン級を超えるパワーを持つ。しかし自律性が低く、殲滅戦以外に投入するのは不向きという欠点を抱える。
人造次元獣ルーク・アダモン
拠点防衛用の人造次元獣。S・P・C・Aの4タイプが存在し、一部の形状・色が異なっているほか、能力も異なる。
開発開始はアダモンより先であったが、人工筋肉やDEC反応炉の出力不足で開発が頓挫していたものをZONEからエネルギー供給を受けるという形で完成させたものである。そのためZONEから離れて活動することはほとんどなく、機動力にも乏しい。
S（シールド）タイプは絶対次元断層を装備する防御型、P（サイキック）タイプは周辺エリア内の生物の不安や恐怖を増幅する精神攻撃型、C（キャノン）タイプは対象地点に次元荷重弾を発射し、極小時空振動を起こす砲撃型、A（アサルト）タイプは機動兵器としての運用というコンセプトに立ち返り、高度飛行も可能な攻撃型となっている。
人造次元獣ギガ・アダモン
アンブローンが開発した人造次元獣。
人造リヴァイブ・セルにより培養した人工筋肉、次元結晶DEC、戦闘用バイオビーストの脳とDエクストラクターを組み合わせ、完全に人工的に作り出された次元獣。戦闘能力はディノダモン級を超えており、イベント戦闘で次元獣ディノダモン改を一蹴するシーンがある。制御次元獣に欠けていた高い自律性も持ち、人造次元獣の一つの完成型と言える。生産設備さえあれば大量生産も可能で、生産性にも優れる強力な次元獣である。
人造次元獣エクサ・アダモン
人造リヴァイブ・セルにより、アンブローン本人がパレス・インサラウム諸共人造次元獣となったもの。
アンブローンの次元科学の集大成といえる人造次元獣であり、その戦闘能力はギガ・アダモンを寄せ付けず、ルーク・アダモンの数倍を誇る最強の人造次元獣である。核となったアンブローン本人の自我は崩壊しており、ユーサーとインサラウムに対する忠誠心以外は半ば暴走状態となっているが、アンブローン本人は全て承知の上でヴァイオレイションを行い、ZEXISと戦った。

## アークセイバーシリーズ
異世界インサラウムで開発された機動兵器。インサラウムでは次元力がある程度解析されており、破界篇で登場した機動兵器はいずれも次元力を動力源としていた。続く再世篇では動力源をさらに進んだ次元科学を用いたエンジン「Dエクストラクター」に換装している。ハイナイツの機体は宝石が語源。

### エメラルダン
【Emerald=エメラルド】
アークセイバーの一人であるシュバル・レプテールの愛機。槍・戦斧・太刀を2本ずつ備えたスーパーロボットタイプの機体で、重装甲を活かした白兵戦を得意とする。必殺技は、2本の槍（双角）を組み合わせて敵めがけ投げつけ、岩壁に磔にした後に悠然と歩を進めて戦斧で斬り捨てる「阿吽斬魔（あうんざんま）」。第49話でZEXISに敗れた後、真意を明かしたシュバルと共にガイオウに挑みかかるが返り討ちにされ、次元獣ディノダモンに変異させられる。同時に、ZEXISに対しガイオウに敗れた者の末路と次元獣の正体を知らしめた。
武装
二天
腰部にマウントされた日本刀。
双角
背部ユニットに存在する一対のビームラム。
阿鬼・吽鬼
主兵装である戦斧。

必殺技
二天一閃
二天で斬りかかる。
双角裂陣
双角から刃を出力し、回転して切り裂く。
双角轟流
双角を両手で持ち、エネルギーを射出して敵を押しつぶす。
阿吽斬魔
連結状態の双角を投げつけて敵を磔にし、悠然と歩を進めて戦斧で真っ二つにする。トドメを刺すと印を切ると同時に「決」の血文字がカットインする。

### サフィアーダ
【Sapphire＝サファイア】
アークセイバーの一人であるウェイン専用の機動兵器。槍・戦槌・太刀を二本ずつ備えたスーパーロボットタイプの機体で、重装甲を活かした白兵戦を得意とする。エメラルダンの同型で、同機と共に聖王機ジ・インサーの守護役として作られた。機体色は蒼。アンブローンの次元科学による改修により、戦闘力はエメラルダンをしのぐ。
ZONE防衛戦で敗北したのち、ブラスタに追いすがるも返り討ちに遭って大破。その後は修復されたが、この時点でウェインはナイトオブナイツに就任してディアムドを受領していたため、この機体が戦場に出ることはその後なかった。
ウェイン本来の戦闘スタイルは機動力を生かしたヒットアンドアウェイであり、重装甲突撃型のサフィアーダとは相性が悪い。にも拘わらずウェインがこの機体に乗っているのは、師であるシュバルを尊敬していた彼がハイナイツに任命されて専用機を受領する際、無茶な理屈をつけてエメラルダンの兄弟機であるサフィアーダを希望したためである。
武装
ツイングリッター・ブレード
腰部にマウントされた日本刀。
Wホーン
背部ユニットに存在するビームラム。
ロムルス・レムス
主兵装となる巨大メイス。

必殺技
二天一閃
シュバルから授けられたもので、エメラルダンと同じ技。
Wホーン・バスター
Wホーンを両手に持ち、エネルギーを射出して敵を押しつぶす。
Wホーン・ザンバー
Wホーンから刃を出力し、回転して切り裂く。
レイジング・メイスマッシュ
連結状態のWホーンを投げつけて敵を吹き飛ばし、ブーストをかけて追いかけ、メイスで粉砕する。トドメを刺すと、シュバルの姿が浮かぶ夜空に飛び去って行く。

### パールネイル
【Pearl=真珠】
アークセイバーの一人であるマルグリット・ピステールの機体。女性的なフォルムが特徴で、背中から伸びた補助アームに設けられた宝玉型遠隔操作兵器「アーチャー」からのビーム攻撃、アーム先端に装備された大型の回転式カッター「ヴァルキュリア・スピナー」による攻撃を繰り出す。ゲーム中における武装は専ら補助アームによって運用され、メインの手を用いることはほぼ無い。必殺技は、2つのヴァルキュリア・スピナーを組み合わせて超高速回転させた後に敵に投げつける「ブルーム・イン・ヘヴン」。『再世篇』では同型機であるパールファングが登場する。
武装
ヴァルキュリア・スピナー
機体の特徴でもある大型カッター。回転させて切り裂く。
アーチャー
スピナーを保持するアーム部分に存在する小型自動砲台。

必殺技
ウィルフル・アーチャー
MAP兵器。機体前方にアーチャーを射出し、まとめて敵を撃ち落とす。
フェイスフル・アーチャー
アーチャーを離脱させ、敵を全方位から撃ち抜く。
ブルーム・イン・ヘヴン
スピナーを合体させて展開、高速回転させながら投げつけて切り裂く。

#### パールファング
『再世篇』でマリリン・キャットが使用する機体。機体色が漆黒になっているのと、「ブルーム・イン・ヘヴン」の名称が「ブルーム・イン・ヘル」に変わっている以外は、パールネイルと同型の機体である。機体色以外での明確な違いは、顔面部にフェイスガードが設けられている点が挙げられる。
客分としてマリリンがインサラウムに迎えられた際にアンブローンから与えられたもので、アンブローンにとってはインサラウムの規則の外にある機体ということで格好のデータ収集素材となるため、研究が進むに伴って随時強化されている。
武装
ヴァルキュリア・スピナー
機体の特徴でもある大型カッター。回転させて切り裂く。
アーチャー
スピナーを保持するアーム部分に存在する小型自動砲台。

必殺技
ウィルフル・アーチャー
MAP兵器。機体前方にアーチャーを射出し、まとめて敵を撃ち落とす。
フェイスフル・アーチャー
アーチャーを離脱させ、敵を全方位から撃ち抜く。
ブルーム・イン・ヘル
スピナーを合体させて展開、高速回転させながら投げつけて切り裂く。

### ディアムド
【Diamond=ダイアモンド】
アークセイバー最強の機動兵器。騎士団最強の「ナイトオブナイツ」の専用機であり、星槍ゲイボルグを装備した接近戦を得意とする。通常は二足歩行だがバックパックなどに収納された四脚を展開し、人馬形態を取ることが可能（この際、フェイスガードが展開され頭部を保護する）。聖王機ジ・インサーに次いで古い機体であるが、王国最強の戦力であるものの聖王専用機として戦場に立つことのない聖王機に代わり、インサラウム最強の戦力として技術発展に伴い同様に強化され、常に最前線で戦い続けてきた。また、アークセイバーの高級量産機であるディム・シリーズの母体となっている。
シュバルをはじめとする「ハイナイツ」は宝石の名を冠した専用機を与えられ、ナンバーが変わっても乗り続けるのが通例だが、ナンバー1であるナイトオブナイツに昇格した場合、それまでの専用機からこの機体に乗り換えることになる。ナイトオブナイツとは、インサラウムで行われる御前試合の優勝者の騎士を指す言葉であり、その優れた技量と本機の絶大な性能と相まって凄まじい戦闘力を発揮する。
ガイオウとの戦いでも最前線にたって戦ったが力及ばず大破。現在はアンブローンにより、次元科学による強化が施されディアムドVer.MOに改修されている。
武装
星槍ゲイボルグ
唯一の武装であるランス。エネルギーで穂先をコーティングし、高速で突っ込んだ後背後を取り、最大出力でエネルギーを放って撃ち抜く。

必殺技
ランサー・ロック
ゲイボルグからエネルギーを撃ち出す。
ランサー・ロックバスター
ゲイボルグをバスターモードに切り替え、エネルギーの弾丸で狙い撃つ。
セントール・スプリント
人馬形態に変形して疾走し、ゲイボルグからのエネルギーで敵を薙ぎ払って動きを止める。その後、駆け降りてきた勢いで敵を地面に引きずり、停止するとともに向きを変えて敵を放り投げ、最大出力のランサー・ロックで貫く。

ディム・サー
現在のアークセイバーの一般兵が搭乗する機体で、汎用性に優れる。ディアムドの量産型とも言える機体で、鉱物結晶のようなパーツこそないものの、機体のフォルムは酷似している。
高価な本機が主力となったのは、国力の低下したインサラウムでは複数種の機体を生産できず、機体を一本化して生産を効率化する必要があったためである。また、パイロットである騎士もガイオウとの戦いで多数失っており、これ以上の損耗を避けるためにも、パイロットの生存性の高い本機が採用されている（人命こそが最大の財産と考えるユーサーの命令でもある）。
ディム・リー
アークセイバーの指揮官クラスの搭乗機。ディム・サーの上位機種で、より優れた性能を持つ。

### ガブリン
アークセイバーの使用する無人偵察機。国力の疲弊してしまったインサラウムの廉価兵器であり、訓練や演習に使用していた機体を再利用したものらしい。

### グリンガル
アークセイバーの使用する戦艦。細長い形状をしており、前後に管制ブロックとエンジンブロックがそれぞれ集約している。元々輸送艦だったものを改装した間に合わせの設計であるため、戦闘能力はさほど高くない。

### 儀礼機
聖王機ジ・インサーの必殺技ジ・インサリアス・アークライナス使用時に立ち並び、杖を立て、ジ・インサーの行く道を開く装飾を施された赤い機体。戦闘には参加しないものの、そのフォルムはインサラウムの機体の中でもっともジ・インサーに似ている。

### 過去に存在した機体

#### コランダ
壊滅前のインサラウムでアークセイバーの使用していた防御力を重視した量産機。

#### オーパールア
壊滅前のインサラウムでアークセイバーの使用していた砲撃戦を重視した量産機。

#### ジェイドルーン
壊滅前のインサラウムでアークセイバーの使用していた格闘戦を重視した量産機。マルグリットの弟のシェーヌ・ピステールが搭乗していたとされる機体でもある。

## サイデリアルの機動兵器

### デイモーン
サイデリアルの無人機動兵器。AI制御だが、尸空隷下の機体は「イドム」という謎の精神体によって制御される。
華奢な外見だが、シンプルな構造と搭乗者の安全を全く考慮せず行動出来、更に無人機故に多少のダメージを無視できる為耐久性は高い。攻撃力はアンゲロイに比べると劣るが、耐久性と数にものを言わせる戦術により、組織の主力をなしている。なお、部隊ごとの色の違いはなく、全て同色。
また治安維持用として、青と白のカラーリングから成る「デイモーン・ポリス」が存在するが、エネルギー弾の代わりに電気ショック弾を発射する以外機体性能に差はない。
全体フォルムは蜂を模しているが、上半身は天使を象っている。なお名前の由来は「悪魔」を意味する「Demon」。
武装
プネウマ・バレット
両腕から次元力の弾丸を放つ。デイモーン・ポリスには未搭載。「プネウマ」とはアナクシメネスによって提唱された、万物の根源にして宇宙を包括する物質のこと。
パテーマ・ショック
プネウマ・バレットの代わりにデイモーン・ポリスに搭載された武装。両腕から電気ショック弾を放つ。
スタウロス・キャノン
蜂を模した下半身からビームを発射する。「スタウロス」とは磔刑の際に罪人の手足を打ち付ける杭のことで、日本語では「苦しみの杭」と訳される。

### ティアマート
サイデリアルの無人機動兵器。
同じ無人機のデイモーンより火力と耐久力が大きく向上し、総合的な戦闘力は通常配備型のアンゲロイに匹敵する。2門のビーム砲を武器としている。デイモーンと共に戦場に投入される事でサイデリアルの陣容は質、量共に大幅に強化される。
武装
ホモロギア・ショット
ラトレイア・シュート

### アンゲロイ
サイデリアルの汎用人型兵器。有人機ではあるが、基本的にはAI制御。通常版はグレーのカラーリングだが、サイデリアルの所属部隊によってカラーリングが異なり性能も上がっている。
ジェミニスに配備されているものは紫のカラーリングで、「アンゲロイGEM」
鬼宿に配備されているものは赤いカラーリングで、「アンゲロイCAN」。
ハイアデスに配備されているものは翠のカラーリングで、「アンゲロイHIA」。
アンタレスに配備されているものは蒼のカラーリングで、「アンゲロイANT」。
アウストラリスの親衛隊に配備されているものは金のカラーリングで、「アンゲロイSGT」とそれぞれ呼称される。
柔軟な構造を有する装甲が可働フレームを覆う形で構成されているのが特徴。この装甲は外部へのエネルギー放出機構を備えるだけでなく、適宜変形して武装としても使用が可能であり、機体構造を生かした高い運動性と高出力の武装を有しており、地球の機動兵器とは一線を画する戦闘力を持つが、実際は御使いが保有するアンゲロイ・アルカの劣化コピー品に過ぎず、その戦闘力はオリジナルと比較すると30分の1程度にダウンしている。
基本的には数で勝負の機体であり、無人スレイブのデイモーンと共に投入されることが多い。
名前の由来は「天使」を意味する「Angel」のギリシャ語読み「アンゲロイ」。
武装
アポイナ・ソード
腕の装甲を変化させ、剣として切り裂く。「アポイナ」とはギリシャ語で「贖罪」を意味する。
メタノイア・ショット
腕を砲身に変えてエネルギーを放つ。「メタノイア」はギリシャ語で「悔い改める」を意味するとされているが、実際は誤訳で、原義は「方向の転換」。
アナレプシス・スラッシュ
左足にエネルギーを集中して突っ込みキックを叩き込んだ後、追撃のアポイナ・ソードで敵を切り裂く。

### エイクロス
アクシオン財団が次期主力商品として開発を進めていた機動兵器。ベストセラーであったアクシオが陸戦特化であったのに対し、他社製品に対抗するため空戦主眼となっている。
武装系は光学系に切り替えられ、次代を見据えた設計となっている。
再世戦争でカルロスが死亡したことで財団が解散し、生産ラインもストップしていたが、設計を他社が買い取り開発が進められていた。それをサイデリアルが奪い、無人機として前線に投入している。また、セツコの所属していたレジスタンスも主力機として使用していた。

#### エイクロス・カスタム
『連獄篇』に登場。バルゴラを失ったセツコが、翠の地球でレジスタンスとして活動中に搭乗していた。エイクロスの出力を強化し、空戦性能を向上。さらに、プラズマランチャーを改造しバルゴラのガナリー・カーバー同様格闘戦にも対応できるようになっている。GSコンバット・アクションを駆使して戦闘を行い、レジスタンスの希望の星となっていた。セツコがバルゴラ・グローリーSを取り戻してからはレジスタンスの少年に譲られている。

### バレルアント
自立型の機動砲台。機動力は低いが射程が長く、拠点防衛に力を発揮する。
地球製の兵器であるが、サイデリアルが生産ラインごと接収して運用している。

### ランボルト
ミドリの星で使用されていた作業用マシン。戦闘だけでなく各種作業にも使用されており、パワー・整備性・フレーム強度に定評がある。専用の武装はないが、規格さえ合えばなんでも使える。
生産ラインを奪取したサイデリアルによって無人機として運用されている。見習い時代のランドもこれに乗っていたほか、海賊やレジスタンスにも使用されている。

#### ランボルト・レオン
『連獄篇』に登場。翠の地球に飛ばされたランドが、廃棄されていたランボルトを回収、修理したもの。色もガンレオン風に塗り直されている。パワー重視のチューニングが施されたため馬力はあるが、燃費は悪化した。
装備しているものは修理用の工具。シエロ直伝の喧嘩殺法、ビーター殺法も使用できる。

### シャウラス
サイデリアルの特殊部隊アンタレスに配備された機動兵器。
アンゲロイANTよりも上位の機体。バルビエルとアン・アーレスがサイデリアルに加入した事を契機に開発された。アン・アーレスの技術を流用し、堅牢な装甲と戦闘用ナノマシンを利用した特殊な武装を持ち、敵の機体と乗り手の双方にダメージを与える。
「シャウラス・リーダー」は副隊長であるサルディアス専用機。機体性能の強化の他カラーリングが黒を基調とした派手で目立つものに変更されているが、これはギルターの嫉妬心を煽ることを目的に隊長であるバルビエルが計画したことであり、サルディアス本人は難色を示している。
武装
ヴェノム・スパーク
戦闘用ナノマシンを広範囲に散布しダメージとショックを与える。
ショット・スティンガー
左腕に内蔵されたビーム砲からレーザーを乱射する。
アラクニド・バイト
右腕に装備した盾状の装備から鋭利な鎌を展開し相手を斬りつけて動きを封じ、左腕を蠍の尾を模した形状に変形させて刺し貫きとどめを刺す。

### 尸冥爪
サイデリアルの特殊部隊鬼宿の使用する機動兵器。
尸冥爪とは鬼宿の運用する生体兵器であり、尸逝天の幼生に兵装や外装を組み込んで作られている。思考コントロールは類を見ない特殊なもので、鬼宿の人間しか使えない。分厚い装甲と特殊な移動方式により防御面に優れ、また突進力を生かした攻撃力も高い。
銀河の歴史を見ても古の存在であるが、実態はサイデリアルでも謎に包まれている。
「尸冥爪・絶」は副隊長である尸刻の専用カスタム機であり、カラーリング以外は一般機と大差のない性能だが、尸刻が搭乗することで大きな力を発揮する。これは「機体がなついている」とも表現できる。
武装
鬼光衝
両手の鋏からエネルギー弾を連射する。
葬爪
次元力を用いて両手の鋏を巨大化させ複数の敵を連続で殴りつけ、とどめに巨大な鋏で挟み潰す。「尸冥爪・絶」の場合名称が「葬爪・絶」となる。

### ディオスク
サイデリアルの特殊部隊「ジェミニス」が保有する量産機動兵器。
隊長機には「A」という称号が付き、装甲の一部が金色になっているが、それ以外で通常機との間に大きな性能差は見られない。
惑星ジェミナイで開発された機動兵器であり、ジェミナイの精鋭部隊であるジェミニスに優先して配備された高級機。
念動コントロールと呼ばれるマン・マシン・インターフェイズを搭載し、ジェミニス隊員の持つ念動力をダイレクトに操縦に活かす事が可能であり高い追従性と運動性を有する。そのため、機体は搭乗者に合わせた細かいチューニングが施されている。
次元力によって抽出される光粒子を利用した各種武装を、念動コントロールと惑星ジェミナイの伝統的な武術を機動兵器で再現するコマンドアーツを組み合わせる事で、驚異的な格闘能力を発揮できる。
惑星ジェミナイが滅亡した事で生産ラインも失われており、現在ではガドライトの指揮の元、重要な作戦にのみ投入されている。
武装
光粒子メーザー
腕の光粒子を抽出する機関から光粒子のエネルギー弾を発射する。
光粒子ブレード
光粒子で形成されたエネルギーの刃を両腕から展開した後敵へと突撃。敵の懐に飛び込んだ後、コマンドアーツを利用した動きで相手を連続で切り刻み幾度もめった刺しにする。

### アルデバル
サイデリアルの特殊部隊ハイアデスの所有する機動戦艦。
ハイアデス隊員は自身の肉体と各制御系統をダイレクトにリンクさせた人艦一体により、たった一人で戦艦を手足のように操縦する事が可能。またその特性から戦艦らしからぬ機動力と運動性を有する為、機動兵器と同等の運用をされる。
宇宙空間での戦闘を前提とし、遠距離で敵を捕捉したらすかさず砲撃を叩き込み、それでも撃墜できないのなら突撃を仕掛けるという戦法を取るが、ハイアデス隊員は接近戦のスリルを味わう為敢えて敵の戦闘レンジに飛び込む者が多い。堅牢な装甲と大火力、隊員同士の連携により、アルデバル艦隊を率いるハイアデスの名はかつて銀河の海に轟いていた。
「バン・アルデバル」は副隊長であるダバラーンがカスタムした専用機であり、カラーリングの他彼自身の好みから前面の装甲と推進力が強化され、より突撃戦法に適したカスタマイズが施されている。
武装
フォトン・トーピドー
艦首から光子魚雷を前方へ連射する。
プロトン・シェル
突撃しながら各部砲門から高出力のレーザーの弾幕を張る。

## 御使いの機動兵器

### アンゲロイ・アルカ
御使い直轄の機動兵器。
外見的には黒いアンゲロイだが、オリジン・ローをダイレクトに使うことで圧倒的な堅牢さを誇り、計算上は通常のアンゲロイの30倍の戦力を持つ。
サイデリアルに配備されているのはアルカの安価なコピー品であり、オリジナルであるアルカへの搭乗が許されるのは選ばれた真徒のみ。
サイデリアルが苦戦する戦場に現れ、圧倒的な力で抵抗勢力を蹂躙する伝説の機体であり、知るものは少ないながら恐怖の対象となっている。
武装
アポイナ・ブレイド
腕を剣に変形させた後切り裂く。
カリス・シュート
腕を巨大な棘状の砲門に変形させ、黒い大出力のレーザーを放つことで敵を破壊する。
パルシア・スマッシャー
空中に舞い上がった後、腹部から大出力のビームを放つ。

### エル・ミレニウム
御使い直轄の機動兵器。
全身がDECで構成されており、駆動・武装の全てにオリジン・ローが使われている。霊体であるイドムが操り、肉体や生への渇望を力に変え、生きとし生ける者全てを破壊し、蹂躙し、殲滅する。
御使いが監視する星に1体から3体が送り込まれ、その意に反する進化の道を進もうとすると覚醒、その文明を消滅させるまで暴れ続ける。
次元獣はこの機体をモデルに開発された存在。
必殺技
破界の業火
MAP兵器。七色に輝く次元力の劫火を放って敵を焼き尽くす。
愚者の墓標
口から大量のDECの結晶を放出、敵を結晶の奔流に巻き込み串刺しにする。
審判の鉄槌
次元転移を繰り返しながら敵に接近した後強靭な腕で連続攻撃し、最後にその軌跡に沿って結晶を作り出し、押し潰すように貫き滅殺する。

### ゼル・ビレニウム
御使い直轄の最強の機動兵器。
全身がDECで構成されており、駆動・武装の全てにオリジン・ローが使われている。その堅牢極まる装甲と絶大極まる攻撃力により、天の川銀河における恒星間航行の可能な文明ならば2機で滅ぼせる。全ての宇宙でわずか666機しかなく、真徒の中でもさらに選ばれた者だけが搭乗することを特別に許される。ゆえに、真徒にとってはゼル・ビレニウムに乗ることは最高の栄誉とされている。
アルカやエル以上に戦線への投入例がなく、Z-BLUEとの戦い以前にはたったの2回しか使われていない。
必殺技
再世の劫炎
MAP兵器。次元力の劫火を放って敵を焼き尽くす。
輪廻の福音
オリジン・ローの力で機体を細かいDECの礫に分解して突撃しダメージを与える。その後相手の頭上で一度元の形状に再構成し、再び分解して礫の雨となって降り注ぎ敵を貫く。
贖罪の恩恵
オリジン・ローの力で機体を分解・再構築することで3体に分裂させて連続攻撃を仕掛けた後、エネルギー場で捕獲してDECの結晶体に飲みこむ。そして機体を1体に再構築した後左腕を剣に変化させ、敵へ突撃し両断する。

### ゼル・ビレニウム（ネオ・リアクター）
アドヴェントが12のスフィアの力を引き出すために生み出したゼル・ビレニウムの別個体。
スフィアを使うためだけに造られたネオ・リアクター達が搭乗しているが、12のうち4つはヒビキ達が、8つはアドヴェント自身が持つため、フェイク・スフィアを搭載している。しかし、ネオ・リアクターに植えつけられた感情によってその力を十全に引き出し、疑似的にではあるがスフィア・アクトさえも使用可能。
色こそ白と黒の2色から成るが、武装や性能は通常版のゼル・ビレニウムと殆ど変わりがない。
必殺技
再世の劫炎
輪廻の福音
通常版のゼル・ビレニウムと同じ攻撃。
スフィアの力
名称は各ネオ・リアクターの扱うスフィアにより異なるが、モーションはトドメ以外はゼル・ビレニウムの「贖罪の恩寵」と同じ。
変更点は、トドメが左腕を剣に変化させての斬撃ではなく、DECの結晶体に呑まれ動けない相手に次元力の塊を叩きつけて消し飛ばすものになっていること。

### 至高神ソル
【sol＝ラテン名で太陽】
かって存在していた人造の神。
御使い達がオリジン・ロー制御のために作り出した存在で、太極とも呼ばれていた。劇中では12000年前に自我に目覚めたことで、御使いと自身の存在を否定して自壊しており、その残骸がヘリオース、プロディキウム、黒い太陽という3つの神器と、12個のスフィア、黒の英知という形で残されている。また、部分的にその意志が残存しており、THE ビッグオーのキャラクターであるエンジェルを介して、現在の人間の在り方を見定めていた。
御使い達の目的は至高神の再誕だったが、最終的に4個のスフィアを入手することができなかったため、聖アドヴェントの操る至高神Zとして新生することになった。しかし、至高神の力のミニチュアともいえるスフィアの中心的存在「いがみ合う双子」を取り込めなかったことで、ソルとZは異なるともされている。また、規模は異なるがシュロウガとソーラリアンは同質の力を持ったシステムである。

#### ヘリオース
【Hēlios＝ギリシア語で太陽】
アスクレプスの真の姿。人知を越えた圧倒的な力を見せる。
12000年前に至高神ソルが砕け散った際、そのコアから生み出された神器であり、御使いを追放されたアドヴェントに最後の慈悲として与えられた。
次元力の翼を伸ばし、光背を負うその姿は、心弱き者を涙させ、力なき者を絶望させ、背く者に敗北を与える。
至高神ソルを再誕させるための鍵であり、宇宙の大崩壊を防ぐためにドクトリンはこの機体を持つアドヴェントの帰還を認めた。
必殺技
ソール・ネオランピス
MAP兵器。太陽の光によって敵を焼き尽くす。
アンゲルス・サルース
光背に収束したエネルギーを天に放って日食を起こし、天から光を降り注がせて破壊を降臨させる。
ソール・インペトゥス
頭上に炎の珠を作り出してそれを蛇のような軌道で天に放ち、相手に衝突させる。

#### ブロディキウム
【Prodigium＝奇跡】
ドクトリンとテンプティの乗る機動要塞。といってもテンプティは見学しているだけで、実質ドクトリンの単独操縦である。
12000年前に砕けた至高神ソルの抜け殻から生み出された神器で、「黒い太陽」と共にソルの残り火を受け継いでいる。
次元将の御座にも似たその威容にして異様は、心弱き者を崩壊させ、無力な者を恐怖させ、背く者を断罪する。ヘリオース、黒い太陽と共にソル再誕の鍵であるが、これだけでも限定的ながら銀河を破壊できるだけのオリジン・ローを生み出すことが出来る。
必殺技
断罪の黒炎
MAP兵器。黒い太陽の炎によって敵を焼き尽くす。
天より遣われし者
ゲートを開き、黒い隕石のようなエネルギー弾を次元力で引き寄せて叩き落す。

#### 至高神Z
聖アドヴェントが1億2千万年に一度訪れる宇宙の大崩壊を乗り越え、乗り越えた後に自らが望む新世界を創造するべく生み出した、全ての宇宙の因果を超越した至高最強最大の存在。
本来ならば三種の神器たるヘリオース、ブロディキウム、黒い太陽に12のスフィアを捧げることで再誕するはずだったが、「傷だらけの獅子」「悲しみの乙女」「揺れる天秤」「いがみ合う双子」を得られなかったため、それらの代わりに3人の御使いとアサキムという4つの永遠を捧げて完成した、アドヴェントの望む新たな至高神。「旧世界の終わりを看取る者」として「Z」の名を持つ。
真化融合を果たした攻撃でなければ全く通用しない。
必殺技
超天死神雷（ウルティウム・デウス・トニトゥルス）
広範囲MAP兵器。
超天死神光（ウルティウム・デウス・イニティウム）
オリジン・ローの光球を相手に放ち、宇宙の終焉と虚空の輪廻の流れを垣間見せた後、アドヴェント自身が無数の光剣を突き刺して敵を光に変え、その光を至高神Zが吸収する。

## エクサランス
- エクサランス・ストライカー
- エクサランス・ガンナー
- エクサランス・フライヤー
- エクサランス・コスモドライバー
- エクサランス・ダイバー
- エクサランス・ライトニング
- エクサランス・エターナル
- エクサランス・レスキュー
- エクサランス・ガンストライカー

## マルチウォーカー（MW）
- ソウルガンナー
- ソウルランサー
- ソウルセイバー
  - スーパーソウルセイバー
- クラウドハーケン
- クロイツ・ヴァールハイト
- ガーディアル・ブラッド
- オーダイ
- アラウンザー

## アストラナガン
- アストラナガン
- R-GUNリヴァーレ
- ベルグバウ
- ディス・アストラナガン

## スーパーロボット大戦Dオリジナル
- エール・シュヴァリアー
  - ジェアン・シュヴァリアー
- ブランシュネージュ
  - デア・ブランシュネージュ
- ガナドゥール
- ストレーガ
- フォルテギガス
- アンゲルス/アンゲルスS
- ベルグランデ/ベルグランデS
- スカルプルム/スカルプルムS
- フォルティス・アーラ
- インペトゥス
- ファービュラリス
- ストゥディウム
- ウィオラーケウム
- プリスクス・ノクス
- ファートゥム

## ゲシュタルト
- ミロンガ
- バルトール

## ジガンスクード
- ジガンスクード
  - ジガンスクード・ドゥロ
- ジガンスパーダ
  - 量産型ジガンスパーダ

## EG / VR型

### アースゲイン
64……武機覇拳流専用機で、ヴァイローズとは兄弟機にあたる。武装は一切搭載されておらず、上半身による打撃に重点が置かれている。主動力は電力であるがそれのみでは動くことしかできず、攻撃には「生体エネルギー」が使用される。そのため「生体エネルギー」を導き出せるものにしか扱えない。高速移動による分身「瞬幻足」を使用可能。ヴァイローズとの合体攻撃「招雷・天竜魔滅陣」が存在する。
必殺技
餓狼爪撃（がろうそうげき）
敵機に向かって両腕を突き出し、そこから発生したエネルギーの刃で切り裂く。
虎閃掌（こせんしょう）
手に集中させたエネルギーを撃ち放つ。本機唯一の有射程攻撃。
狼牙（ろうが）
弓を引くような構えを取り、手にエネルギーを集めて貫手を繰り出す。命中の瞬間にエネルギーを爆発させる。
竜王双撃（りゅうおうそうげき）
肘にエネルギーを集中してビーム刃を出力し、一瞬のうちに敵機を切り裂く。
獅子吼烈破（ししこうれっぱ）
手に集中させた巨大なエネルギーの塊を貫手によって敵機内部に浸透させ、内部から破壊する。
天馬翔覇（てんましょうは）
本機単独での最強技。生体エネルギーを肉眼で確認できるほどの極限まで高め、敵機の上空に跳び上がって機体上部にエネルギーを集中させ、突撃する。
真・天馬翔覇（しん・てんましょうは）
天馬翔覇のMAP兵器版。一直線上の敵を薙ぎ払う。
招雷・天竜魔滅陣（しょうらい・てんりゅうまめつじん）
ヴァイローズとの合体攻撃。全攻撃部位にエネルギーを集約して雷を纏い、突撃した両機が必殺の一撃で挟撃する。

### スーパーアースゲイン
64……アースゲインにヴァイローズのパーツを組み込んだ機体。元の2機との性能差はあまり無いが、2機は元々ひとつの機体であったのを分けたものであり、これが本来の姿ともいえる。アースゲイン、ヴァイローズ双方の技を併せ持ち、武機覇拳流最終奥義・鳳凰光覇などが使えるようになるが、これらの技が増えたのは搭乗者の気分の問題としか言いようがない。なお、スーパーアースゲインとはアストナージが付けた仮称である。

### ソウルゲイン
A……主人公機のひとつで、スーパー系男主人公の場合のみ選択可能。機体動力は電力を基本とするが、生体エネルギーも使用している模様。操縦系統にはパイロットの思考をダイレクトに機体に伝えるダイレクト・フィードバック・システムが使用されている。装甲とパワーに重点が置かれ、一撃離脱の強襲用機と目される。携行武装は一切なく、拳と肘鉄(正確には肘部に取り付けられたブレードから発振されるエネルギーブレード)のみを武器として戦う。主人公が搭乗機に選ばなかった場合、ライバルあるいは一部のシャドウミラー兵が搭乗する。装甲と攻撃力が5機の主人公機でもっとも高く、HP回復能力を備える耐久力に優れた機体。全ての武器が格闘に分類されるため、GBA版『A』に存在する技能ポイントのシステムとも相性が良い。ただし、射程が短いのが欠点。サイズはLであり、比較的大型。
A Portable……基本は『A』と同様。「舞朱雀」の射程が変更されている。モーションは『OGs』の流用であるが飛行可能（ヴァイサーガ、ツヴァイザーゲインも同様）。全高と重量がアルトアイゼン・リーゼと同値に設定されているため誤植の可能性がある（OGシリーズより小さくなっている）
OGシリーズ共通
「向こう側」のテスラ・ライヒ研究所にて開発されていた格闘戦用特機「EG」シリーズ。軍がその存在に必然性を認めていなかったため、格闘戦機としての可能性を追求するための機体として開発されていた。EGには人型機動兵器による格闘術を追及していた者達がパイロットとして採用されるはずだったが、詳細は不明。
将来的なシャドウミラーの蜂起を見越し、部隊のフラグシップとなりうる機体を求めていたレモンがこの機体に着目、ヴィンデルを通じて正式にシャドウミラー用の機体として発注した結果、アクセルを専属パイロットとする前提で開発が進められることになった。
ダイレクト・フィードバック・システムとパイロットの動きを機体にトレースするダイレクト・アクション・リンクシステムを搭載。機体駆動にダブルGと同様ABMDシステムを採用したことで極めて高い機体追従性を誇り、接近格闘戦に優れる。「全ての攻撃を拳と肘のみで行う」という設定のとおり、武装は拳と肘にのみ施されている。シャドウミラーのいた「向こう側」のテスラ・ライヒ研究所から入手した。オペレーションSRW時に目撃され「マスタッシュマン」（ヒゲ男）のコードネームを付けられている。
両肘に聳弧角 （しょうこかく）という特殊液体金属製のブレードを装備しており、状況に応じて変形や大型化を可能とする。聳弧とは青い麒麟の名称。また下腕部の各所に特殊なエネルギーフィールド発生装置が内蔵されており、青龍鱗や白虎咬といった格闘戦時に使用する。
OG2……アクセル・アルマーの専用機。腹部の玉の色が緑から赤色になっており（公式イラスト、『OGIN』では緑のまま）、また『OGs』からは飛行不可になっている。攻撃力とHPが高い上にHP回復（大）を持ち、生半可な攻撃は通用しない。さらにアクセルが「リベンジ」を持つため、反撃時の攻撃力は恐るべきレベルに達する難敵。
OG外伝……ホワイトスター内部におけるクロガネ・ヒリュウ隊との戦闘で破壊された後、ホワイトスターに侵入したクライ・ウルブズに機体の一部が回収され、エリック・ワンらによって「不自然なほどに完璧に」修復される。後に復活したアクセルとともに再び戦場を駆ける。本編では「魂を獲するもの」と称された。
無限のフロンティアEXCEED……OG外伝の事件終結後、アルフィミィが感じた謎の気配を追ってコウタ達の元に現れるが、コンパチカイザーに取り付かれた謎のアメーバを取り去るため、零距離でフルパワーの白虎咬を放った際のダメージで半壊。その後現れたクロガネに同じく半壊したコンパチブルカイザーと共に収容される（アクセル本人はコウタと共にアルフィミィを追った後、エンドレス・フロンティアに漂着）。
OGIN……テスラ研地下ドックにて（無限のフロンティアドラマCDを踏襲する形で）ゲシュペンストMk-IIIと交戦。転移間際、至近に迫ったMk-IIIの変異したアインストヴォルフを玄武剛弾で押し返した。この時打ち込まれた玄武剛弾は、最終決戦で重要な鍵となった。「こちら側」に転移した後は修理を受けたため登場せず、再登場時にはアインストヴォルフ戦で失った右腕の代わりに「玄武金剛弾」を装備して戦線に復帰。後にアルトアイゼン・リーゼとの戦闘で左腕を失った後は、ツヴァイザーゲインの腕を流用している。幾度となくキョウスケ達と戦い、シャドウミラー壊滅後も辛くも生き残りノイヴォルフに立ち向かうが、頭部を破壊された後、全身にクレイモアを受けて大破する。
第2次OG……『OGIN』同様に右腕を「玄武金剛弾」に換装している。こちらでは交換に至った経緯は特に語られていない。
アースゲインの再デザインであるが、設定上の関連性は一切ない。
必殺技
武装には青竜・玄武・白虎・朱雀と、四神の名称が取り入れられている。『EXCEED』でアクセルが使う技は本機に準ずる。

青龍鱗 （せいりゅうりん）
手の掌に青いエネルギーを収束し撃ち出す。
玄武剛弾 （げんぶごうだん）
腕を回転させて射出。本体と肘の聳弧角、衝撃波で攻撃する。ATS（自動追跡装置）を装備しているが、パイロットの判断によるマニュアルコントロールも可能。
白虎咬 （びゃっここう）
エネルギーを手に収束させて打撃を繰り出し、叩きつける。
舞朱雀 （まいすざく）
聳弧角を伸ばし、高速移動からの斬撃。
麒麟 （きりん）
拳が分裂して見えるほどのラッシュを繰り出し、アッパーで打ち上げた所を大型化した聳弧角で両断する。『第2次OG』ではこの技を使用時、最後のブレード展開直前に全身についている緑色の球状パーツがまるでアインストのコアを髣髴とさせる赤い色に一瞬変化している。
玄武金剛弾 （げんぶこんごうだん）
『A』にはない武装。『OGIN』第1話でのアインストヴォルフとの戦闘で射出して失った右腕の玄武剛弾の代りに新たに装備された武装。聳弧角が金色になっている。EG系列の機体は下腕部の接続規格が共通となっているためこのようなパーツの付け替えが容易に行える。ゲームでは『第2次OG』より登場。

### ツヴァイザーゲイン
A……本作のラスボス。ソウルゲインやヴァイサーガのような技・武装に加え、分身しての攻撃を行う。両機に似ている部分があるが比べると禍々しいフォルムとなっている。内部に次元転移装置を持ち、単独で大質量の物体転移や平行世界への移動が可能。使いようによっては本機自身が周囲一体を巻き込み転移させる爆弾「次元転移弾」となる。最終面以外でも一度だけ登場し、交戦が可能。
OG2……ソウルゲインの予備機にヴァイサーガの予備パーツやシステムXNを組み込み、EOTを導入して開発された機体。ソウルゲイン、ヴァイサーガの長所を併せ持ち、両機の総合性能を超える能力を持つ。『OGs』では飛行不可。
搭載されたシステムXNはかつてのXNガイストのコアを修復したもの。もっとも安全な場所ということで本機に搭載されることになったが、機体が撃破された後にギリアムとラミアにより爆破処理された。
作中では一部を除きツヴァイと略されて呼ばれている。連邦軍で付けたコードネームは「ホーンドマン」（角男）。『OG外伝』でエリック・ワンからはツガイバーゲン（『A』ではミスマル・ユリカもこの名前で間違える）、ツーカイアゲインと間違えて呼ばれた。
OGIN……システムXNは頭部に搭載されていることが判明。腕部はソウルゲインと互換性があり、キョウスケとの戦闘で左腕を失ったソウルゲインが最終決戦直前に漂っていた本機の左腕を取り付けて使用している。最終決戦時はギリアムがATXチームとアクセル、グランゾンを転送するため、同じく漂流していた本機の頭部に搭載されたシステムXNを使用。戦闘中はグランゾンによって守られ、終戦後ギリアムによって爆破処理されている。
必殺技

機体の技名はソウルゲインのものと酷似するが、分身により多角的な攻撃を行う等、攻撃方法が変わっているものが多い。闇刃閃などヴァイサーガに似た技も使用。
邪龍鱗（じゃりゅうりん）
分身し、青龍鱗のように片手からエネルギー波を放つ。
重虎吠（じゅうこほう）
分身して連続攻撃。
残影玄武弾（ざんえいげんぶだん）
分身し、片腕を回転させて射出。
闇刃閃（あんじんせん）
両刃の剣を取り出し、分身が連続で斬りつけ突き刺す。最後に本体による一刀両断。
麒麟・極（きりん・きわめ）
分身した後、炎のようなエネルギーを纏うと無数の赤いエネルギー弾が連続で敵機に体当たり攻撃。『OGs』『A Portable』では無数の分身が出現し、その中に閉じ込められた敵機に本体が突撃する。

### アークゲイン
無限のフロンティア……中盤以降、ハーケン達の前に立ち塞がるソウルゲインに酷似した機体。元はネバーランドに搭載されていた機動兵器。フォルミッドヘイムの王がアインストの世界に赴く際に、ナハト、アーベントとともに引き連れていた。当初は初期Wシリーズと機体構造が共通していることやW06との武器・技の類似からW00と誤認された。ヴィルキュアキントに現われた後、マイティエーラで自身の真実を知ったハーケンの前に本人のアインストコピーを伴って出現。撃破直後、プログラムに従い自爆。破片はハーケンが持ち帰り、ツァイト・クロコディールで解析が行われた。
『EXCEED』ではピートによって再製作された2号機が出現。判明したその正体は、調整ベッドが存在しなかったW10。肘のブレードはカルディアと同じ「スザク・ブレード」。初期ナンバー最後の一体であり、人間の姿と思考を捨てて白兵戦闘能力のみを追求した純戦闘タイプの機動兵器。戦闘BGMは『無限』では「DARK KNIGHT(Ver.EF)」、『EXCEED』では「DARK KNIGHT」、「遥かなる戦い、開幕」(幻影、開始時)、「Machine Soul（Ver.EF EXCEED）」（幻影、HP50%以下）。
必殺技
白虎咬・連（びゃっここう・れん）
連続で殴りつけた後、リボルバーを仕込んだ蹴りを見舞う。アシェンの「タイグレス・バイト」に似る。
舞朱雀・断（まいすざく・だん）
肘の「スザク・ブレード」で切り刻む。
乱黄龍（みだれこうりゅう）
高速移動を行い、肘のブレードを使って敵を切り刻む。
麒麟・朧（きりん・おぼろ）
左右の連続パンチに続いて高速でパンチを繰り出した後、回し蹴りと同時に脚部に仕込まれたリボルバーを発射し、最後はアッパー斬りで両断する。なお、作中では技名が表示されない。『EXCEED』では「麒麟・暁（きりん・あかつき）」という名前になっている。

### ヴァイローズ
64……武機覇拳流専用機で、アースゲインとは兄弟機にあたる。武装は一切搭載されておらず、アースゲインとは対照的に下半身による打撃に重点が置かれている。主動力は電力であるがそれのみでは動くことしかできず、攻撃には「生体エネルギー」が使用される。そのため「生体エネルギー」を導き出せるものにしか扱えない。アースゲイン同様、高速移動による分身「瞬幻足」を使用。アースゲインとの合体攻撃「招雷・天竜魔滅陣」が存在する。
必殺技
羅刹刃（らせつじん）
爪先にエネルギーを集中し、連続蹴りで切り裂く。
閃剣斬（せんけんざん）
敵機に飛び込み、蹴りを叩きつける。
魔槍連脚（まそうれんきゃく）
超高速の動作で真空弾3発とエネルギーの刃を生み出し、切り裂く。本機唯一の有射程攻撃。
爆斧無双断（ばくふむそうだん）
敵機に向かい瞬時に突進し、すれ違い様に必殺の一撃を打ち込む。
神槍裂脚（しんそうれっきゃく）
超高速で回転しながら蹴りを叩き込む。あまりの速さに回転は視認できず、蹴りの軌道にはカマイタチが発生する。
天王捷破斬（てんおうしょうはざん）
本機単独での最強技。生体エネルギーを肉眼で確認できるほどの極限まで高め、敵機上空に跳び上がって脚部にエネルギーを集中させ、突撃する。
招雷・天竜魔滅陣（しょうらい・てんりゅうまめつじん）
アースゲインとの合体攻撃。詳細はアースゲインの項を参照。

### ヴァイサーガ
A……主人公機のひとつ。スーパー系であれば男女とも選択可能。機体動力は電力を基本とするが、生体エネルギーも使用している模様。間合いを詰めての斬り合いに重点を置いており、マント型のシールドも備える。安定した運動性・装甲値に加え分身による回避も可能と、非常にバランスがとれた機体。ソウルゲインと同様にダイレクト・フィードバック・システムが採用されている。主人公が搭乗機に選ばなかった場合、ライバルあるいは一部のシャドウミラー兵が搭乗する。ヴァイローズとの設定上の関連性はない。
OG2……特定条件を満たすと入手可能な隠し機体で、ラミア以外のパイロットは乗り換え不可。剣撃戦闘用の機体で鉤爪や苦無、五大剣などを用いる。製造に関する工程は一切明らかになっていない。ダイレクト・アクション・リンクシステムは搭載されておらず、機体追従性はソウルゲインに劣るが最大戦速では上回る。『OGs』では飛行不可。
OG外伝……終盤に自動的に入手。
OGIN……大破したアンジュルグに代わり、ラミアの機体として登場。
第2次OG……ラミアの加入と同時に入手。今作ではAと同様アクセルも搭乗可能であり、クロガネに回収されたソウルゲインを取りに行くまでの間、アクセルが搭乗する。
武装

五大剣の名称を始めとして、武装には地・水・火・空・風の五大の要素が取り入れられている。
五大剣（ごだいけん）
左手に保持する長剣。本機の主武装である。
烈火刃（れっかじん）
命中すると燃え上がる苦無を多数投げつける。
水流爪牙（すいりゅうそうが）
両手の装置からエネルギーの鉤爪を伸ばして切り裂く。『A PORTABLE』ではバリア貫通属性がある。

必殺技
地斬疾空刀（ちざんしっくうとう）
剣から発生させた衝撃波を浴びせる。
風刃閃（ふうじんせん）
飛び上がって剣を高速で振り回し、発生した衝撃波で敵を地面に縫いとめ、落下しつつ突き刺して締める。GBA版『OG2』では単純に高速で三回斬りつける。
奥義・光刃閃（おうぎ・こうじんせん）
剣を構えて突撃し何度も斬りつけ、自機の姿を一瞬消した後に居合の要領で一刀両断する。『OGs』『A Portable』ではとどめ専用の演出あり。

## SMS

### スイームルグ
【Sweemurg = ペルシャの叙事詩に登場する霊鳥】
64……ハミル家の先々代が道楽のために科学者を集めて設計させたスーパーロボット。女性的な外観を持ち複座式。ローレンスの手により、破嵐万丈の協力を受け建造された。もともとエルブルスと合体するはずだったが、エルブルスの設計図がリッジモンド家にあったため合体機構は完成しなかった。

### エルブルス
【Elbulls = スイームルグの住む山】
64……リッジモンド家に残されていた設計図をもとに、スイームルグと平行して製作された鳥形の戦闘機。スイームルグの設計図がなかったため、合体機構は完成していない。

### スイームルグS
64……スイームルグとエルブルスを合体させた機体。設計図が散逸していたため合体機構が再現できず、一体化しており分離・再合体は不可。エルブルス側のコクピットは取り外されている。飛行ブースターであるエルブルスと合体したことで飛行能力を得たほか、エルブルスのエネルギーを攻撃に回すことによって武装も強化されている。

### アンジュルグ
【ANGELG】
A……主人公機のひとつで、スーパー系女主人公の専用機。女性型甲冑をイメージさせるデザインの機体で、物質化させたエネルギーを矢状や槍状にして攻撃する。動力には電力のほか生体エネルギーも使用する。搭乗機に選ばなかった場合はライバル、シャドウミラー兵、レモンのいずれかが搭乗。「スイームルグS・カスタム」と想起させられる型番を持つが、寺田プロデューサーは関連性を否定している。装甲はスーパー系としてはいまいちだが分身が可能。移動後攻撃には乏しいものの射程に穴はなく武装も多彩なため、援護役としての運用に向いている。
OG2……ラミア専用機。パイロット登録システムにより他の者では操縦不可。イスルギ重工製の試作機と称されるが、実はシャドウミラーのいた「向こう側」で開発された。ラミアがヴィンデル、レモンらを巻き込んで自爆させたが、レモンにより回収・修復される。修復後は武装の性能が向上しているほか、自爆装置も撤去された。隠し機体（アシュセイヴァーまたはヴァイサーガ）を入手した場合も本機は再加入する。自爆装置の名称「コードATA」は「ASH TO ASH」の頭文字をとったもの。
OGs……デザインが新規に描き起こされ、「甲冑を身に着けた女騎士」というイメージを強調したマッシブな姿となっている。『A』のレベル制限と同じく、ファントムフェニックスの使用条件にラミアのパイロットレベル10以上が追加。
無限のフロンティア……シュラーフェン・セレスト艦内、転移装置の置かれた区画にラーズアングリフの頭部、アウセンザイターの頭部、コンパチカイザー胸部、壊れた参式斬艦刀と思しき残骸と共に、本機の「弓」の部分が転がっている。
OGIN……『OGs』の設定に準拠。中盤までラミアが搭乗したが、ゲームと同様に自爆し大破。以降は登場しない（復帰したラミアはヴァイサーガを使用）。顔の露出している部分はフェイスガードで、その奥に本来の顔が存在する。
武装
シャドウ・ランサー
エネルギーの槍を多数射出。『OGs』ではALLW（全体攻撃・ダブルアタック）属性。
ミラージュ・ソード
細身の非実体剣で攻撃。
イリュージョン・アロー
携行する長弓からエネルギーの矢を射る。

必殺技
ミラージュ・サイン
分身して四方八方からミラージュ・ソードで攻撃、一連の斬撃が五芒星を描いて相手を葬る。
ファントムフェニックス
長弓から放ったエネルギーの矢がフェニックスの姿に変わり、敵機を焼き尽くす。

#### アンジュルグ・ノワール
OGIN……アンジュルグの2号機で、型式番号はSMSC-2。機体形状は変わらないがカラーリングは黒を基調とする。元はシャドウミラーの旗艦ギャンランドにテストや部品取り用に保管されていた予備機で、エキドナの搭乗機として実戦配備された。性能はラミア機と同等であるが、漫画「スーパーロボット大戦OG Record of ATX」ではラミアが自爆したため失われたイリュージョン・アローの予備装備としてウォーハンマーに酷似した銃器搭載型ビームランス「コルヴァン・カノン」とシャドウ・ランサーが射出可能の盾「ラウンド・バックラー」を装備している。ホワイトスター近海でのシャドウミラーとの決戦の際、アクセルの隙を突いて奇襲を仕掛けたヴァイサーガの攻撃の盾となり、撃破されている。

## プロジェクト・イデアランツ
- フリッケライ・ガイスト
- アレス・ガイスト

## スーパーロボット大戦OGシリーズの戦艦

### スペースノア級万能戦闘母艦
- シロガネ
- ハガネ
- クロガネ

### ヒリュウ級汎用戦闘母艦
- ヒリュウ改

### その他

#### ライノセラス
【Rhinoceros = 英語で「サイ」】
OG / OG2……主にDCが使用する大型陸上戦艦。サイの角のような艦首衝角が特徴的。長砲身の実体弾主砲2門と近接防御用のミサイルや機銃を備え、母艦機能も有する。広域防空能力に優れ、基本的には移動要塞・司令部として運用される。L5戦役後もDC残党が使用。イスルギ重工製と見られるが詳細不明。『OG2』から登場した黒色に緑のタイプは艦首衝角を利用した肉弾攻撃が可能。これは大型陸戦兵器や移動要塞を異星人が保有していた場合に備えての武装であったが、『OGs』の機体解説によると艦首衝角を実際に使用した例はほとんどないらしい（ゲーム中では普通に使用してくる）。

#### キラーホエール
【Killer Whale = 英語で「シャチ」】
OG / OG2……DC所属の原子力潜水母艦。大型艦ながら秘匿性は従来の潜水艦を上回る。ISA構想を実現した例の一つであり、海中を潜行し敵地目前で急浮上、AMを発進させ奇襲をかける電撃戦術により連邦軍を劣勢に追い込んだ。深海仕様の機体と強化版が存在する。兵装として魚雷発射管より魚雷と対艦ミサイル、VLSより対空ミサイルの他、弾道ミサイルおよび巡航ミサイルとして発射法不明のMAPW（イベントのみ）を有する。

#### アルバトロス
アルバトロス級【Albatross = 英語で「アホウドリ」】
OG / OG2……連邦宇宙軍やコロニー統合軍で使用される宇宙戦艦。優れた捜索・管制能力と艦隊司令部としての設備を持ち艦隊旗艦として運用されることが多い。艦首が鳥の嘴のようになっているのが特徴。主な兵装は連装主砲、対艦ミサイル、対空機関砲、MAPW（一部の艦のみ）等。
OGs……機動兵器の搭載能力を持つ本体と、5隻のビーム砲艦の連結で構成されている。PBSフォーメーションと称する、ビーム砲艦を本体から切り離して360度あらゆる方角に砲撃する戦法が可能。またビーム砲艦は無人にして敵に直接突入させる大型ミサイルとしての機能も持つ。本体艦にも連装主砲などが装備されており、ビーム砲艦を失っても戦闘継続が可能。

##### グレートアーク
【Great Ark = 英語で「大きな方舟」】
OG……連邦宇宙軍の戦艦。オペレーションSRWにおいてノーマン少将が座乗し連合艦隊旗艦となったが、エアロゲイターの集中砲火により轟沈した。
DW……下記の2隻と共に、ホワイトスターに向けMAPWを放つ。こちらはレビのジュデッカの攻撃で轟沈している。
ホーリーアーク

シャイニーアーク
DW……レビのジュデッカの攻撃により、総旗艦グレートアークともども轟沈。
ブレイブリー・アーク
第2次OG……軌道哨戒第3艦隊の旗艦として登場。艦長はハンフリー・イネス大佐。その後オペレーション・レコンキスタ連合宇宙艦隊の旗艦となり、ヒリュウ改の支援にあたった。

##### マハト
【Macht = 独語で「権力」】
OG……コロニー統合軍総旗艦でマイヤー総帥が座乗。ヒリュウ改との戦闘で撃沈され、マイヤーも戦死する。
DW……長子エルザムのトロンベカラーと同様、黒色と赤色に塗装されている。サイバスターのアカシックバスターを受け大破し、軌道レベルを維持できずに大気圏に突入、ライの目の前でマイヤーを乗せたまま轟沈した。

#### ペレグリン
【Peregrine = 英語で「隼」】
OG / OG2……連邦宇宙軍とコロニー統合軍の標準的な宇宙航行艦。DCやDC残党、ノイエDCも使用。大量生産されており、よく見かけられる。フレーム状の本体に多目的武装ユニット、AM用射出カタパルトおよびコンテナ、物資輸送用コンテナを連結可能であり、戦艦、AMの母艦、輸送など様々な任務に対応することが可能。主な兵装は主砲、対艦ミサイル等。
OGs……上記と同一だが、イスルギ重工製という設定が付け加えられた。

#### ストーク
【Stork = 英語で「こうのとり」】
OGs……DCの空中戦闘母艦。多数の戦闘機やAMが搭載されており、空中発艦・発着が可能となっている。武装も強力で、空中要塞とも言える存在である。
第2次OG……ガイアセイバーズ空戦母艦群の中核として多数が登場。艦体色はDCと同様黄色。
グレイストーク
OGs……ビアンやアードラーが座乗する艦で、DCの準旗艦。ジュネーブでの決戦でグルンガスト零式に一刀両断された。
ホワイトストーク
OG外伝……シャッフルバトラーにのみ登場した白い塗装のストーク級。パイロットは連邦軍艦長となっている。
ラバウル
OGIN……地球連邦軍側の艦船として登場。シロガネと共にDC残党追撃の任に就いていたがスレードゲルミルによって撃沈された。艦体色は白。

#### トライロバイト
【Trilobite = 英語で「三葉虫」】
OGs……シャドウミラーが使用する大型艦で、宇宙・空中・水中での運用が可能。スペースノア級万能戦闘母艦に対抗して建造された艦とされる。レモン曰く「虎の子」。武装よりもステルス性と搭載能力を重視した設計になっており、テスラ・ドライブで航行する。
第2次OG……残存していた1隻がガイアセイバーズによって運用され、イーグレット・フェフが乗艦した。
ギャンランド
OGs……シャドウミラーの旗艦で、ヴィンデルが乗り込む。作中の台詞から推測すると、シャドウミラーとの最終決戦で出現したトライロバイト級が本艦のようである。
ネバーランド
OGs……W00など、Wシリーズの初期生産タイプを搭乗させて次元転移を行うが失敗し、いずこかに飛ばされてしまう。
無限……飛ばされた際に半分に分かれてしまい、艦首部を含めた半分がフォルミッドヘイム、その他半分がロスト・エレンシアにそれぞれ墜落した。
ワンダーランド
OGs……詳細不明。戦闘マップでは固有の艦名で登場することが一切ないため登場時期は不明である。

#### エア・クリスマス
ガイアセイバーズの旗艦としてイスルギ重工が建造したクリスマス級一番艦。名称は「新たな神の誕生を祝う」という意味が込められているが、その真意はアルテウルを始めとした数名が知るのみ。
テスラ・ドライブを複数機搭載し速力や攻撃力、AM搭載能力などスペースノア級万能戦闘母艦を凌ぐ性能を持つ。
主船体と両舷のメインエンジンから突き出たブレードによる三叉の形状が特徴。また色は赤と白を基調としておりどこかヒーロー然とした風貌を持つ。
FDSオペレーションにより艦体構造物を収納しブレイク・フィールドとフィールド・ブレードを併用して攻撃する「ファー・ツリー・ブレード」によって敵陣突破、敵要塞突入戦、対艦格闘戦を行う。
極秘の能力としてアルテウル（ユーゼス）が持ち込んだ空間跳躍機能を備えているため、地球圏初の恒星間航行艦とも言える。ただしバルマー由来の技術であるため、転移を使用すると発生するESウェーブのパターンによって正体が露見してしまう危険性を秘めている。そのためアルテウルの判断によって必要に迫られるまで転移機能は封印されていた。最後はカーリーの手によってアダマトロンの内部に直接転移し特攻。艦は喪われたが、ユーゼス打倒の突破口を切り開いた。
2番艦以降の建造も検討されていたが、ガイアセイバーズの壊滅によってプランは未定となっている。デザインは明貴美加。

#### コルヴォニード
地球連邦軍第7特殊作戦PT部隊FDXチームの母艦である空母。クレーエの行動範囲を拡大に特化しており、搭載機はクレーエ１機のみで、カタパルトも大型1基しかないため、クレーエを射出後は完全に無防備（近接防御火器は無論ある）となる。艦載能力の他に高い攻撃力を持つことの多い架空の空母や揚陸艦として珍しく、自身では武装は一切存在せず、攻撃力は艦載機に依存する輸送艦に過ぎないという現実の空母に則した設定を持つ。
最終的にクレーエ射出後にグレダス率いる修羅に襲撃されて轟沈した。

## スーパーロボット大戦OGシリーズの戦闘機/輸送機/戦車

### F-28メッサー
【Messer = 独語で「ナイフ」 または ドイツの戦闘機メーカー「Messerschmitt」から】
OG……地球連邦軍制式の汎航空戦闘機。イスルギ重工製。極東佐世保基地、中東インジリスク基地など世界中の各連邦軍基地に配備されている。2次元推進偏向ノズル、大面積デルタ翼とカナードを備え対空、対地任務いずれもこなせるマルチロールファイターであるが、人型兵器には対抗できずPTに主力の座を譲ることになる。しかしPT-X構想の要求スペックを満たしきれなかったPTは滞空性能に難があり、リオンシリーズが連邦軍の主力となるまで前線で運用され続けた。ステルス性は重視されていないのか、ミサイルは主翼下のパイロンに直接懸架する。現在では設計の古さから機種転換を望む声があがっている。アニメ化に際し若干デザインが修正された。

### SF-29ランゼン
【Lanzen = 独語で「槍」の複数形】
OG……宙間戦闘機。両翼ユニットに、前後それぞれ同等の推力を持つロケットノズルを持つ。基本スペックはF-28と同等であるが、大気圏内専用で宙間運用不可のF-28と異なり、一応大気圏内でも運用可能。
OG2……専らインスペクターにより鹵獲され、宙間戦闘において頭数を増やすために利用されている。
バイン・ランゼン
OG……ゲーム未登場。イスルギ重工で開発中の戦闘機。プロジェクトTD実験機のブースト・ドライブを搭載している。イスルギ重工によってこの機体のデータが横流しされ、ノイエDCのガーリオンに流用された。

### F-32シュヴェールト
【Schwert = 独語で「剣」】
OG / OG2……DCが主に使用したイスルギ重工製の汎航空戦闘機。低空から高高度戦闘まで幅広く運用できる優秀な航空機であり、ペイロードの点でも優れる。特殊素材によるフレキシブル翼型、完全埋没型のコクピット、TBO（Time Between Overhaul。オーバーホール間隔）の長いモジュール構造など、新機軸のアイディアが盛り込まれている。ミサイルはウェポンベイに内装。また試験機はリオンのベースになった。DC戦争時はほとんど配備されていない最新鋭機であったが、武装の多彩なAMやPTに比べると攻撃力に欠け、戦場ではあまり見かけられない。ただし機動力は高いので、敵地制圧などの任務ではよく見かけられる。宇宙でも一応運用可能。『OG2』では自軍部隊にもF-32Vが1機存在。

### A-12ソルプレッサ
【Sorpresa = 西語で「奇襲」】
OG2……FI社製の戦闘機。整備性に優れ、離陸滑走距離が短い点を生かし要撃機としても使用される。「向こう側」の世界で生産されたもので、「こちら側」には存在しないがシャドウミラーによって持ち込まれた。アサルト・ドラグーンのベースとなった機体。
OGs……『OG2』初期から登場するが、ユニット図鑑に登録されるのは中盤である。

### MHT-27フュルギア
【Fylgja = 独語で「ワルキューレのごとき女守護者」】
OG2……Z&R社製のホバータンク。「向こう側」の世界で生産されたもので、「こちら側」には存在しないがシャドウミラーによって持ち込まれた。ヴァルキュリアシリーズのベースとなった機体。火力やホバー移動による機動性・旋廻速度は侮れないものであり、PTやAMを一撃で破壊することもある。キャノピーのように見える部分は操縦席ではなく、光学装置、赤外線暗視システム、レーザー測距機などが集中した複合センサーモジュール。
OGs……こちらはソルプレッサとは違い、初登場時に図鑑に登録される。

### タウゼントフェスラー
【Tausendfüszlig;ler = 独語で「ムカデ」】
ドラマCD「スーパーロボット大戦α ORIGINAL STORY」……マオ・インダストリー社製。ライナーノーツでは大気圏外軌道輸送機と設定されていた。構造の複雑さから全15機が製造されたにとどまる。PTから大型の特機までの整備、輸送を可能とし、汎用性はかなり高い。
α……リアル系主人公が第1話でヒュッケバインMk-IIを運ぶために操縦していた輸送機。襲撃してきたティターンズに破壊された。画面上には内部しか登場していない。
OG / OG2……地球連邦軍制式の大気圏外軌道輸送機。搭載機の射出カタパルトを持ち、飛行中でも搭載機を迅速に展開させることが可能。積載量は高いが武装は貧弱。しかし運動性と装甲が高く、HPの高さも相俟って集中砲火を受けない限り沈み難い。黄色（中立）で登場して敵から守るミッションが多い。本家スパロボにおけるミデアに相当する存在。コールサインはT3（タンゴスリー）など「T＋数字」で呼称される。なおT3はラングレー基地からグルンガストを輸送した機体。『DW』では青色に塗装されていた。

### レイディバード
【Ladybird = 英語でテントウムシ】
OGsC……PTやAMなら5機、さらにグルンガスト級の大型機でも最低1機は輸送可能な大型戦略戦術輸送機。ターボファンらしきエンジン4基と非常に大型の胴体部を有する。試験機のミロンガを輸送していた。タウゼントフェスラーと同じくカタパルトを持ち、飛行中の搭載機出撃が可能。
DW……ライが伊豆基地へ着任する際や、ギリアムのハガネ合流時に使用。
OGs……『OG』ではタウゼントフェスラーであったユニットがいくつか置き換えられ、出番が増した。白色のものと、白+青紫色の2種類が存在。

### クレーエ
告死鳥戦記……地球連邦軍第7特殊作戦PT部隊、FDXチーム専用のPTキャリア。

### 71式戦車バルドング
【Waldung = 独語で「森林」】
OG / OG2……地球連邦軍制式の戦車。2連装の主砲が特徴。前部履帯基部が左右に稼動するという独特の機能を持ち、踏破性に優れる。
既に82式戦車ガヴァメントに主力の座を譲っている上、PTが台頭した頃には力不足であり、もっぱら頭数を増やすため、あるいは戦闘機とセットで運用されている。戦車砲の威力は標準PTの装甲程度には有効らしく、未熟であったリュウセイは模擬戦等で痛手を負っている。

### 82式戦車ガヴァメント
【Government】
DW……地球連邦軍の主力戦車。鋭角な傾斜装甲など、バルドングに比べ標準的な戦車の形状を有する。ハルマ・キド中尉の戦車隊などで運用されている。最新型だけあり、新兵器であるPTとの模擬戦でも結成当初のSRXチームを圧倒した。物語終盤、本格侵攻を始めたエアロゲイターのバグスの大群によって襲撃され、多くの搭乗者が拉致された。『OGs』バルドングの項ではガヴァメント、『DW』ではガバメントと表記される。
第2次OG……ガイアセイバーズがグランド・クリスマスの防衛に配備、運用した。

### 81式PTキャリア
初出はドラマCD「スーパーロボット大戦α ORIGINAL STORY」。
OG……内部に移動指揮所を有する牽引指揮車と、18軸72輪の自走コンテナ車両からなる大型トレーラー。車輪部はホバーや履帯式のものがあり、地形に応じて組み合わせの変更が可能。設定上は複数台の車両を連結可能となっているが、ゲーム中は指揮車にコンテナ車が一台のみ連結された状態で登場する。武装は貧弱であるが、交戦の機会自体がない。
DW……第1話から指揮車にイングラムやアヤが乗り込み、バーニングPTをモニタリングしていた。キャリアの方は切り離され、リュウセイの前にデッキアップ状態で置かれた。PTは多数のロックボルトで固定されており、様々な形状の機体に対応できることがうかがえる。また搭乗時にはリフトを利用する。詳細な描写がなされたのはこれが初めてである。操縦に不慣れなリュウセイは、量産型ゲシュペンストMk-IIタイプTT初起動時、豪快にキャリアを破壊している。またバグスに吹き飛ばされたゲシュペンストがまともに当たっており、それでもなお原形をとどめていた。

### 固定砲台
第2次……DCで使われている長距離砲台。キリマンジャロ基地ではサイバスターのサイフラッシュで一掃されるが、後にニューヨーク近辺での戦闘でも登場し戦うことになる。
第2次G……DCのキリマンジャロ基地でサイバスターのサイフラッシュで一掃されるイベントのみ登場する。
OG……連邦軍の重要拠点基地であるウェーク島をDCが占拠した際に配備。ハガネのミクロネシア海域侵攻を阻むも突如として現れたサイバスターのMAPWにより破壊されている。

### M-ADATS
OGs……レールガン、MLRSなどを統合した対空迎撃システム。固定砲台の代わりに各所に配置されている。固定砲台と違い下部にキャタピラを持ち移動も可能だが、基本的に動かない。テスラ・ライヒ研究所等に配備されている。ADATSは「Air Defense/Anti Tank System」の略称で対空対戦車システムを意味する。

## ゾヴォークの機動兵器

### インスペクターの機動兵器
- グレイターキン
- グレイターキンII
- ガルガウ
- シルベルヴィント
- ドルーキン
- ディカステス
- ガンセクト
- レストジェミラ

### ゲストの機動兵器
- ガロイカ
- レストレイル
- カレイツェド
- グラシドゥ=リュ
- レストグランシュ
- ゲイオス=グルード
- ライグ=ゲイオス
- ゼラニオ
- ゼイドラム
- ビュードリファー
- オーグバリュー
- バラン=シュナイル

### ゴライクンルの機動兵器
- ウユダーロ級制圧砲艦

## ゼ・バルマリィ帝国の機動兵器
- ヘルモーズ
- フーレ
- ジュデッカ
- メギロート
- イルメヤ
- ヨエラ
- ミシュレイ
- ガデル
- ゼカリア
  - エスリム
- ハバクク
  - ハーガイ
- エゼキエル
  - シュムエル
- ヴァルク・バアル
- ヴァルク・イシャー
- ヴァルク・ベン
- ズフィルード
  - ズフィルード・エヴェッド
- アンティノラ
- セプタギン
- ヴァイクル
  - ヴァイクラン
- ディバリウム
- ジュモーラ
- ベミドバン
- アダマトロン
- アマジャ
- アルテミス
- キョウ
- ゲルドラ
- ザドック
- シース
- ジャム
- シュトゥル・クトゥール
- スカウト
- バディオ
- バトルクラッシャー
- リコニトーレ

## ガンエデン/クストース
- ナシム・ガンエデン
- カナフ/カナフ・アフ
- ケレン/ケレン・アフ
- ザナヴ/ザナヴ・アフ
- ゲベル・ガンエデン
- ラー・カナフ
- ラー・ケレン
- ラー・ザナヴ
- ケイサル・エフェス

## アインストシリーズ

### アインスト
- アインストムント
- アインストデンケン
- アインストシェーデル
- アインストハーケン
- アインストカグヤ
- アインストレイジ
- アインストシャオムウ
- アインストファントム
- アインストアーベント
- アインストアークゲイン
- アインストクノッヘン
- アインストグリート
- アインストゲミュート
- アインストレジセイア
- ノイ・レジセイア
- シュテルンレジセイア（シュテルン・ノイレジセイア）
- アインストアイゼン
- ペルゼイン・リヒカイト
- ヴァールシャイン・リヒカイト
- ヴェーゼント・リヒカイト
- アインストヴォルフ/ノイヴォルフ

### イェッツト
- イェッツトレジセイア
- イェッツトクノッヘン
- イェッツトグリート

## アンセスターの機動兵器
- アウルゲルミル
- スレードゲルミル
- ベルゲルミル

## アル=イー=クイス
アヴィエスレルム【Avieslelm】
64……炎を操る深紅の機体で、アヴィ＝ルーが搭乗。火炎を纏った騎士のような姿をしている。
ジェイクラップス【Jclaps】
64……岩を操る機体で、ジェイ＝レンが搭乗。
ヴァルディスキューズ【Valdiscuse】
64……氷を操る機体で、ヴァル＝アが搭乗。悪魔のようにも猛獣のようにも見える外見をしている。他のアル=イー=クイスの機体と異なり、最終話にしか登場しない、本編の事実上のラスボス。
なお、アル=イー=クィスの戦闘BGMは共通で「狂った飢餓戦士」。

## デュミナス
- デュミナス・プロートン
- デュミナス・デウテロン
- デュミナス・トリトン

### 戦機人形
- テュガテール/パテール
- ヒュポクリシス
- エレオス

## 修羅神
- ボフリィ
- ハルパス
- フラウス
- グリモア
- シトレー
- ヤルダバオト
- ビレフォール
- アガレス
- マルディクト
- アンドラス
- ペイリネス
- グラシャラボラス
- エクスティム/ラハ・エクスティム

## ソーディアン

### ソーディアンズ・ダガー
名前の通り剣先を下に飛ぶ剣の形をしている。刀身の部分は中央から縦で2つに割れており、別々に可動することができる。
スクランブルコマンダー……ソーディアンの防衛機構としてソーディアンズ・ガードの頭部後ろのリングに5機全機が装着された状態で登場。ソーディアンズ・ガードがSEATHとの決戦前に牽制として発射したゴッド・エディクト共に射出され、各機独自に襲ってくる。名前の通り剣の形をしている。電撃を放ち行動を妨害してくる。
OG外伝……ソーディアンに搭載されていた剣状の空間転移装置。単独でも動く兵器であるほか、3機以上揃うことで転移フィールドを形成し、範囲内の物体を他の場所へ転移させることが可能。修羅からは「瞬転刀」と呼ばれ利用されている。修羅の乱末期においては、ソーディアン内部へ直接強襲をかけるためハガネ勢によって奪取され、テスラ研にて解析、部隊の転移輸送に使用された。『OG外伝』終了の時点で地球人の手元に残った唯一の空間転移技術である。
武装
雷撃
柄にあたる部分から稲妻を放つ。SCでは当たった機体の動きを一時的に止める効果がある。
ブレード・スマッシュ
刃部分を展開し、プロペラのように高速回転させて対象を切り刻む。

### フラグメント
スクランブルコマンダー……あしゅら男爵によってソーディアンの破損箇所から落ちた欠片を回収しそのまま利用して作られた機動兵器。見た目は機械獣そのもの。

### ソーディアンズ・ガード
スクランブルコマンダー……ソーディアンの防衛機構。転移装置の事故により一時的にSC世界の1万年前のムー大陸に出現したソーディアンがライディーンを参考に造ったため、姿や武装が似ている。楔形の両腕部は本体から独立して浮遊おり、先の部分が指のように展開できる。ソーディアンズ・ガードは単独での転移が可能。
OG外伝……今まで滅ぼしてきたソーディアンのものをダークブレインが利用。
武装
ブレード・ビーム
頭部に保有した光球から無数のビームを降り注がせる。
ブレード・アーム
腕部を展開し爪で攻撃する。
ゴッド・エディクト
胸部に内蔵された5つの砲身から衝撃波を繰り出す。SCでは砲身が元となったライディーンのゴッドボイスに酷似していたが、OG外伝では新しいデザインの砲身に変更されている。

## ネメシスシリーズ
- 羽々斬（はばぎり）
- 天羽々斬（あまのはばぎり）
- アスカロン
- アゾエーブ

## フューリーの機動兵器
- ベルゼルート
- ベルゼルート・ブリガンディ
- クストウェル
- クストウェル・ブラキウム
- グランティード
- グランティード・ドラコデウス
- ヴォルレント
- ラフトクランズ
- リュンピー
- ドナ・リュンピー
- ガンジャール
- ズィー=ガディン

## 始原文明エスの機動兵器
- ヴァルホーク
- ヴァルストーク
- ヴァルガード
- ヴァルザカード

## ザ・データベースの機動兵器
- オープス
- ストマ
- リース
- アルムアルクス
- アルムストラ
- アルムアルクス・フィーニス
- アルムストラ・フィーニス
- ヴァルアルム
- スキエンティア
- サピエンティア

## 惑星ウルスの機動兵器

### リアルロボット戦線

#### SMAP（エスマップ）
- クァイア・デモニック
- クァイア・エヴォリューション
- クァイア・ブースト
- クァイア・ハイブースト
- クァイア・キャノン
- クァイア・アームド
- クァイア・ファイター
- カリオン・グラナータ
- カリオン・インフィニート

#### 旧ウルス文明
- ジャガーノート
- ウィンジュエル
- シカンナシン

#### その他
- シルバラード
- マザーデュプリケーター

### バトルロボット烈伝
- セントール
- ロードゲルスター
- ドラグーン
- ドラコーン
- ドラゴーネ

## バトルメーラー&バトルスタッフガールズ
- NGC(NEXT GENERATION COMMANDER)
  - NGC-01
  - NGC-02 ツインザイル
- BER(Battlabillity Enhanced Robot)
  - BER-01b
  - BER-03d マーダ
  - BER-03e マーダmk2
  - ランスバロン
  - ゼイビス
- その他
  - ステルバイン
  - ステルスボマー

## スーパー特撮大戦2001オリジナル
- UCMA
  - 特殊攻撃機槌雷
  - 特殊戦闘機天槍
  - 01式二連ビーム砲

他に、以下の実在する兵器も登場する
  - F-2
  - F-15JII
  - AH-1S戦闘ヘリ
  - CH-47J輸送ヘリ
  - 75式自走榴弾砲
  - 87式高射機関砲
  - 89式装甲戦闘車
  - 90式主力戦車
- SIDO
  - NAAGER
- 戦闘船団国家ナガー
  - ギガント/ギガント2
  - ケルバーン/ケルバーン2
  - ナガー

## コンパチカイザー
- コンパチカイザー
- コンパチブルカイザー
- Gサンダーゲート
- Gコンパチブルカイザー

## オーバーロード帝国の機動兵器
- バトルアーマー
  - X1号ロボ サンダーボルト
  - X2号ロボ マックスマグマ
  - X3号ロボ スチームパンカー
- 将軍専用メカ
  - グーゲルスコルピオン
  - ホークワインド
  - グラーフクラーケン

## エンドレスフロンティアの機動兵器

### 『無限のフロンティア スーパーロボット大戦OGサーガ』
- アークゲイン
- アインストファントム
- アインストナハト
- アインストアーベント
- アインストアークゲイン

#### 伝統攻芸戦術からくり
邪鬼銃王（ジャキガンオー）
砲撃戦用の戦術からくり。機体各所にガトリング砲など重火器を満載している。詳しくはこちらを参照。

### 『無限のフロンティアEXCEED スーパーロボット大戦OGサーガ』

#### 羅刹機
波国の修羅が使役する人型機動兵器（フォルカ達で言う修羅神）で、操者の覇気を動力として駆動、その指示に従いつつ自ら考え行動する。基本的には修羅神同様ロストテクノロジーの産物だが、ゲルダ一派は研究の末、アルコンテスを開発する事に成功している。また、機神拳には羅刹機の行動を封殺するための「封魂の掌打」という技が存在する。

##### アルクオン
波国の「覇龍の塔」に安置されていた漆黒の機体。ヤルダバオトに似た姿、ラハ・エクスティムに似た意匠を有し、覇皇拳の技を使う。本機は他の羅刹機に比べ、必要とする覇気があまりに高レベルなため扱える者がおらず、塔の最上階に安置されたままになっていた。
波国がエンドレス・フロンティアに統合された際に逃げ出して行方不明になる。その後はアレディ達の前に何度か姿を現すもその覇気には応えず、どこへともなく姿を消す。実はヴァールシャインの思念に呼ばれており、かつてハーケン達が辿った足取りを追うように出没、滅魏城で水中へ消えた後、アインストレジセイアの頭部に出現。その時には既にヴァールシャインの意思に乗っ取られていたが、最終的にはヴァールシャインの意思を弾き出し、アレディのもとへ降った。
戦闘BGMは「紅い阿修羅」。「羅刹断撃拳」使用時には、最後の一撃の際に装甲が赤熱し、ヤルダバオトに酷似した姿となる。
必殺技
羅刹連拳（らせつれんけん）
無数の蹴りを叩き込み、右腕で一撃する。
羅刹幻殺甲（らせつげんさつこう）
アッパーからストレートに繋ぎ、ラッシュを叩き込んだ後裏拳で吹き飛ばす。
羅刹剛鉄甲（らせつごうてっこう）
右、左と踏み込みながら裏拳を打ち込み、覇龍で吹き飛ばす。
羅刹覇龍吼（らせつはりゅうこう）
炎の龍を連発し、怯んだ敵を集団ごと飛び上がりながらのアッパーで吹き飛ばす。
羅刹断撃拳（らせつだんげきけん）
ヤルダバオトの「機神猛撃拳」と「轟覇機神拳」を合わせたような技。飛びかかって叩きつけた後、ラッシュを繰り出して敵を持ちあげ、落ちて来た所に蹴りを叩きこんで締める。敵の時はややモーションが違い、最初に飛びかからずに両腕で連撃を見舞い、そこから「羅刹幻殺甲」、覇龍の吹き飛ばしと繋ぎ、最後に蹴りを叩き込む。
覇皇魔滅拳（はおうまめつけん）
アレディとの連携技。ラハ・エクスティムの「覇皇破滅拳」とヤルダバオト（神化）の「真覇豪掌閃」に似る。両側から滅多打ちにしたあと打ち上げた敵を空中からアレディの目の前に叩き落とし、最後にアレディが渾身の一打を叩きこんで吹き飛ばす。

##### その他の羅刹機
羅刹機ジャンク
詳細不明。
工作用羅刹機
アイスベルク監獄に配備されている蒼い羅刹機。両腕に回転ノコギリを持つ。
羅刹機プロクス、羅刹機リトス、羅刹機ヒュドール
同型の羅刹機。外見的な違いは色のみ。
羅刹機スキアー
上記3機の同型。自己修復機能を持つ。かなり以前に造られた機体らしく、覇龍の塔の近くには12人もの操者の墓があり、そこを護っている。
必殺技
羅刹斬疾風（らせつざんしっぷう）
覇気の刃を撃ち出す対複数攻撃。

羅刹機クロノス
ゲルダの指揮下にある新型の羅刹機。ゲルダの覇気を増幅し、新ロストエレンシア南部を氷原と化した。
必殺技
羅刹蒼雷覇（らせつそうらいは）
覇気を蒼い雷に変えて撃ち出す対複数攻撃。

羅刹機アルコンテス
対アルクオン用に開発されたクロノスの同型機。外見こそ別物だが、機体の本質ともいうべき部分はアルクオンと似通っており、いわばデッドコピー版である。戦闘BGMは「忌むべき訪問者（Ver.EF）」。
必殺技
羅刹紅雷覇（らせつこうらいは）
覇気を赤い雷に変えて撃ち出す対複数攻撃。

#### 妖精機

##### フェイクライド
妖精機の一つでネージュ専用機。妖精機とはエルフェテイルの妖精族が使う人間サイズの機動兵器である。フェイクライドはその中の一機で、高速機動戦闘を得意とするフェアリオンに似た機体。設計者はネージュの母であるストゥーラ・ハウゼン。愛称「フェイク」。起動時のコールは「フェイクライド、アクション」。
10年戦争時に次元転移に巻き込まれて行方不明になっていたが、世界統合後にドゥルセウス封墓のクロスゲートから半壊状態で出現。ドロシーに回収され、エスメラルダ城砦で修理されていた。基本的にネージュの命令に従って動くはずなのだが、どういうわけか制御を受け付けずエンドレス・フロンティアを放浪し、最後にはエスピナ城のネージュの寝室に到達。ネージュの母ストゥーラの意思に従って動いており、奪回に来た一行を侵入者とみなして迎撃。敗れた後、ストゥーラの組み込んだプログラムは消去され、ネージュの制御下に復帰した。
両手の「リファインド・スウェイヤー」にはバリアを破壊する機能があり、ノース・オリトリアの電磁障壁を一瞬にして破壊して見せた。
戦闘BGMは「Machine soul(Ver.EF EXCEED)」。
武装
ツイステッド・レーザー
背部ユニットを伸ばして攻撃した後、動きの止まった相手に「ボストーク・レーザー」に似たレーザーを撃ちこむ。
リファインド・スウェイヤー
本機の象徴ともいえる武装。両腕に装備されたブレードで相手を切り刻む。障壁を破壊する機能がある。
ジェネラス・ブレード
両腰に装備された刃。機体ごと高速回転しながら斬る。

必殺技
ダンシング・ドライバー
全武装を立て続けに撃ち込んだ後ジェネラス・ブレードで切り刻み、高速で背後に回り込んで突き刺す。
ロイヤルハート・ブラスター
ネージュとの連携攻撃。演奏に合わせて踊りながら攻撃し、挟み撃ちにしてから吹き飛ばした後、ネージュの放ったビームの中に突っ込んで敵全体を攻撃する。

## スーパーロボット大戦Kオリジナル
- 惑星アトリームの機動兵器
  - レヴリアス
  - セリウス
  - セリウスII
  - セルケリウス
  - ソルヴリアス・レックス
  - ソルヴリアス・レギーナ
- イディクスの機動兵器
  - エンダーク
  - ビクトーラ
  - ゼナディーエ
  - グスタディオ
  - アルケウス
  - メトラ
  - デスエラ

## スーパーロボット大戦NEOオリジナル
- ラルヴァの設計による機動兵器
  - シグザール
    - シグザリアス

  - アルシグノス
  - ラルヴァ
    - ラルヴァ・クルース
- エルンスト機関の機動兵器
  - メルヴェーユ
  - ウル・アロー
  - ウル・カノン
  - プルケリマ
  - シグニクス
  - スレイブ・ポット
    - スレ・グラン
    - スレ・アロー
    - スレ・フライ
    - スレ・ハンマ
    - スレ・カノン

  - ペンパーダ
  - デバ・ジノー
  - デバ・ジノーβ

## スーパーロボット大戦Lオリジナル
- ラッシュバード
- ストレイバード
- リーヴス
- ストライクヴァレイ
- キャノンヴァレイ
- インペリアルヴァレイ
- ガルトデウス

## スーパーロボット大戦UXオリジナルメカ
- ライオット
  - ライオットtypeB
  - ライオットtypeA
  - ライオットtypeC
  - ライオットtypeX
- オルフェス
  - オデュッセア
- ライラス
- ヴィジャーヤ
- ドラウパ
- アヴァターラ
- カリ・ユガ
- リヴァルナ

## クレディオの戦士
- アンビシアペルト
- パランティーゴ
- デクスンティーゴ
- ホロルンゴ
- フルギーロ
  - フルギーロゼブラ
  - フルギーロクルダ

## スーパーロボット大戦Operation Extendオリジナル
- エグザート
- ミューカス
  - ミューカス・ゲート
  - ネクトン・アサルト
  - ネクトン・クリーク
  - ネクトン・シューター
  - ネクトン・ハウザー
  - ネクトン・マイン
  - ギガ・ネクトンα
  - ギガ・ネクトンαα
  - ベントス・クルーザーα
  - ベントス・キャリアーα
  - ミューカス・エンペラー

## スーパーロボット大戦BXオリジナル
- ファルセイバー
  - グリッターファルセイバー
- ブルーヴィクター
- バルギアス
  - バルギアス・ドラグーン
- クレセディア
- ブルーディスター
- セイクリフィス
- シンデュス

## その他（単独もしくは分類不能）

### ゲトゥビューム
リアルロボッツファイナルアタック……別の宇宙からきた謎のロボット。単独での星間航行や時空転移が可能であり単機でも圧倒的な性能を誇る。パイロットはアナ＝スタシア。その目的は謎に包まれており、時空転移を行いあらゆる時代、あらゆる場所からリアルロボット達を集め戦わせた。最後は自ら集めたリアルロボット達に倒されるが、撃破された機体は無数に存在するゲトゥビュームのうちの一体にしか過ぎなかった。なお、防衛軍は当初、この機体を破壊すれば宇宙が消滅するとの予測からリュウセイらSRXチームを護衛につけていたが、結果的にそのような事実はなかった。名称はヘブライ語聖書の分類のうち「諸書」を指す。

### マガルガ
第2次α……古代日本に存在した国の女性型の御神体。巫女であるククルによって動かされ、舞を舞うことで攻撃を行なう。元々はククルの故国で祀られていた神像であった。動力などは不明。宇宙空間でも活動可能。主人公がゼンガーの場合のみ登場する。
第2次OG……基本的な設定は第2次αと同じ。敵対時は白目だが、味方になると瞳が入り、同時に使用する技に「八握剣」が追加される。

### ガブエル【GAB-L】
スクランブルギャザー……両腕のデーモンズクローが特徴的な「白い悪魔」と呼ばれている機体。ゲームギャザのTCGスクランブルギャザーカードコンテストの入選作が初出であり、現在のところ公式にはなっていない。応募者の設定によればナイトメア博士が使用した最初で最後のロボットで、イービルアイを持つ者にしか動かせないとなっている。

### ユーゼス超神形態(ゼスト)
スーパーヒーロー作戦……ユーゼスがズフィルード・クリスタルを備え付けたデビルガンダムにETFを使ってウルトラマンはじめとするウルトラ兄弟のカラータイマーを奪い、解析して作り上げたエネルギーコアを組み込み融合した姿。『スーパーヒーロー作戦』のラスボスである。大半の色は黒。顔面はガンダムもしくはウルトラマンティガを初めとする平成ウルトラマンを思わせるデザイン。それ以外はウルトラマンのデザインがメインであり、胸部にはカラータイマーのようにエネルギーコアが露出している。背中にある羽を倒さないと本体にダメージが与えられない（なお、羽は数ターンすると再生される）。最終的にウルトラ兄弟が全エネルギーを使い、エネルギーコアを破壊し、SRXとR-GUNパワードの合体攻撃「天上天下一撃必殺砲・フルパワー」によって倒される（ただし、SRX、R-GUNと無傷というわけでなくR-GUNのプラスパーツが溶解寸前まで溶けた）。
スーパーヒーロー作戦 ダイダルの野望……ユーゼス本人は登場しないが本作の敵である帝王ダイダスが、OPのヒーロー達と戦っているムービーや全世界に宣戦布告するムービーで首から下をマントで隠したユーゼス超神形態(ゼスト)のような姿で登場している。

### ブル・トレロ
OVACD……ケイテン社製の人型機動兵器で高出力のプラズマジェネレーターを搭載し、外部装甲やバックパックの換装でさまざまな戦況に対応する。軍のトライアルに提出され、教導隊のラミア、ラトゥーニ、アラド、ゼオラのガーリオンと模擬戦を行い、ブル・トレロ側は4機中2機が撃墜、教導隊側はアラド機が撃墜、ゼオラ機は中破扱いの成績を収めた。
OG外伝……名前のみの登場で、トライアルの候補であったがマウロ・ガットとウォン重工業の陰謀によってトライアルから落選した。

### アクシオ
第2次Z……アクシオン財団が開発した「第2次Z」の世界で広く普及している量産型ロボットで、安価で拡張性や汎用性が高くテロリストにも使用されている。マシンガンやロケットランチャーといった武装を使用する。操縦性はAIの補助により高い（無人機運用も可能）が、機体性能はパイロットのスキルによっては物足りなくなる。一般機に関しては少なくとも都市部戦闘用のグレー、森林・平原戦闘用のグリーン、砂漠・荒地戦闘のベージュのカラーリングが確認されている。改良型のVer.7の発売が予定されていたが、破界事変後のアクシオン財団の解散により中止となった。
第3次Z……ライセンスを取得した企業によりライセンス生産が行われているため、現在も販売自体は継続されている。ただし、バージョンアップは絶望視されている。レジスタンスやサイデリアルに使用されている。
アクシオ・スコートSP・VRマキシマ
第2次Z破界篇……スコート・ラボの手によって可能な限りのチューンアップが施されたアクシオ。ブラスタの修理中、クロウが一時的に搭乗する。ただし、ユニットはアクシオとして扱われている。
アクシオ・スコートSP・VRマキシマII
第2次Z再世篇……アクシオ・ナイトバードをベースにスコート・ラボの手で可能な限りのチューンアップが施され、性能が大幅に向上した機体。元はブラスタEs完成までの間にエスターが使用していた練習機であり、地上での機動性はブラスタに匹敵するほどのものを得ている。バーグラー同様に黒く塗装されており、格闘戦に備えてファイアバグで使用されたものと同様のEMダガーを装備している。
アクシオ・バーグラー
第2次Z再世篇……アクシオのバリエーションの1つで、軽量化・ステルス性の向上・通信性能の強化が図られている。ブリタニア・ユニオンの特殊部隊ファイアバグに採用されていた機体で、非常に高価な機体だが、特殊部隊仕様に相応しいスペックを有している。操縦性も一般機とは違い非常にピーキーであるが、ファイアバグ隊員はこの機体を手足のように操るため、あらゆる機動兵器を扱うことができるとされる。機体色は黒。武装はアクシオ同様にアサルトライフルとロケットランチャー、また格闘戦用として電磁格闘兵器EMダガーを装備している。「バーグラー（burglar）」とは強盗の意で、アクシオン財団は「アクシオ・ナイトバード」という名前で販売していた。
アクシオ・スコートSP
第3次Z連獄篇……スコート・ラボでチューニングされたアクシオで、リ・ブラスタの再調整の間クロウに与えられた。カラーリング自体はアクシオ・バーグラーと同じ。他と違い、ブラスタのAX-55EAGLEを装備しており、武装面ではSPIGOT搭載前のブラスタに近くなっている。ターボチャージャーを搭載し、瞬間的な出力向上とクロウの技量が合わされば、ACPファイズを行うことも可能である。トライアにより万が一スコートSPが撃墜された場合、その場所にリ・ブラスタTを転送するシステムが組み込まれている。その際、自動でトライアからのメッセージ映像が再生されるようになっていた。なお、機体の代金や改修などの諸経費ははリ・ブラスタの転送費用と共にクロウに請求され、またしてもクロウは借金を背負う羽目になった。

### キャニス
第2次OG……ガイアセイバーズが鹵獲したレストジェミラをベースに開発した機体で、高性能のテスラ・ドライブや実弾とビームの両方の銃口を持ったダブル・ガナリーを持つ。主にアルファ・セイバーとベータ・セイバーで運用された。オリジナルが持っていたフレキシブルな機体構造と関節稼動範囲の広さがそのまま引き継がれているが、生産性を重視し変形機構はオミットされた。レストジェミラの確認からキャニスの完成までの期間が不自然に短いが、これはなんらかの形でアルテウルが早期からレストジェミラの実物、もしくはデータを入手し量産化計画を進めていたためとされている。
OGMD……経緯は不明だがゼ・バルマリィ帝国に開発データが渡って量産されており、ゴラー・ゴレム隊が本来の搭乗機であるヴァルク・ベンの存在を秘匿する際に運用している。

#### キャニス・アルタルフ
第2次OG……エグレッタ・ウーノことイーグレット・ウルズ専用のキャニス。ダブル・ガナリーは専用のロングバレルバージョンとなり、銃剣であるヨツン・カーバーが追加されている。一般量産型のキャニスとは異なり、テスラ・ドライブを搭載した大型のウイングを持ち運動性が向上している。また装甲はマシンセルで構成され、損傷を迅速に修復することができ、ゲイム・システムも搭載している。

### ソーラリアン
第3次Z……AGが時獄戦役で集めたZチップを精製して造り上げた「Zクリスタル」の運用のためのオリジン・ロー制御システム。「ソーラリアン」とはこの制御システムのことで、戦場にクリスタルを運び、敵の攻撃から守るために戦艦として組み上げられている。トライアやAGをはじめ、地球の各分野のエキスパートがそれぞれの分野で協力して完成した、まさに地球の英知の結晶である。新多元世紀0002年の段階で考えうる限りの超時空物理学の粋を結集して建造され、武装や動力など随所に次元力が使用されている。そこには始原の特異点の一人である桂木桂や、スフィア・リアクター達から提供された研究データが使用されている。制御中枢にはリヴァイブ・セルの影響で無尽蔵に次元力を抽出してしまい、反動から己を守るために仮死状態となったエスターが封入されている。これはエスターが引き出す地球の次元力をソーラリアンに転用するためと、それによって彼女の容態を常時監視・対応するためという二つの目的によるものである。事実上の生体エンジンであり、トライアとしても苦肉の策であった。
真価はあくまでZクリスタルによる事象制御で、戦闘力は低い。その欠点を補うべく、直衛部隊が常備されている。また、ブリッジのデザインは、トライアのトレードマークとも言える狐の面を模している。
武装
MDQミサイル
『MDQ』とは『Micro Dimension Quake=極小時空震動』の略。着弾空間に極小規模の時空震動を起こして対象を破壊するミサイルを発射する。バリア貫通属性を持つ。
DECインパルスキャノン
艦橋両舷に計六門を備える次元力エネルギー砲。
フォーメーション・ソーラー
直衛部隊を交えた総攻撃。エリファスのファントム・ラッシュに始まり、パールネイルがヴァルキュリア・スピナーで切り込み、バルゴラII号機がヘルプ・ストライクで突撃、バルゴラI号機がレイ・ストレイターレットを叩き込み、トドメに本艦がDECインパルスキャノンによる砲撃でダメ押しする。
超次元転移砲
正式名称「スーパー・ディメンション・トランスファー・バスター」。艦体中央に設置された主砲。パレス・インサラウムに搭載されていた「次元転移砲」の発展型。ソーラリアンが内蔵したZチップは高純度のDEC結晶体を展開した後エネルギーリングを形成して射線を確保。射出したエネルギーボールを転移させて敵機に叩きつけ、異空間に引きずり込んで破壊する。発射にはエスターによる管制が必要となるため、最初は使用出来ない。
特殊能力
Zクリスタル
Zクリスタルによる限定的な事象制御を行う。Dトレーダーでクリスタルのグレードを上昇させることで、使用できる機能が増える。ただし、戦闘中に使用できる回数は1ターンに1回だけで、使用するとそのマップが終了するまで使用できなくなる。
次元結界
イベントでのみ使用。アサキムや御使いを封印するため、急遽搭載された機能。対象の次元力を抽出し、別次元へと受け流すことで対象を無力化し封印する。しかし、アサキムは所有するスフィアの力で結界を破り、アドヴェントもアサキムとサクリファイを取り込んでいたため脱出されてしまった。アドヴェント曰くアドヴェント単独では封じられた時点で終わっていたらしい。

### ラマリス
OGMD……クロスゲートから大量のエネルギーが飛び散った「クロスゲート・バースト」の事件以降、各地に出現したあらゆる生物の怨念が融合して誕生した存在。サイトロン・システムを持つ鋼龍戦隊とフューリーにはこれらを完全に殲滅できる力を持っており、それ以外の連邦軍や組織が殲滅してもすぐに復活してしまう。

#### ラマリス・カーナ
OGMD……複数のラマリスが融合して誕生する上級個体。倒してもラマリスに分離するが、その数は融合時よりも少なくなっている。

#### ラマリス・イーダ
OGMD……複数のラマリス・カーナが融合して誕生する最上級個体。

### ゲーム
- 第2次スーパーロボット大戦α
- スーパーロボット大戦64
- スーパーロボット大戦Z
- スーパーロボット大戦A
- スーパーロボット大戦ORIGINAL GENERATION
- スーパーロボット大戦ORIGINAL GENERATION2
- スーパーロボット大戦OG ORIGINAL GENERATIONS
- スーパーロボット大戦OG外伝
- 第2次スーパーロボット大戦OG
- 無限のフロンティア スーパーロボット大戦OGサーガ
- 無限のフロンティアEXCEED スーパーロボット大戦OGサーガ
- スーパーロボット大戦Scramble Commander
- リアルロボッツファイナルアタック
- ザ・グレイトバトルVI
- スーパーヒーロー作戦

### OVA
- スーパーロボット大戦ORIGINAL GENERATION THE ANIMATION (1) 「群れなす機械（バルトール）」 （2005年）
- スーパーロボット大戦ORIGINAL GENERATION THE ANIMATION (2) 「ヒトという部品（パーツ）」 （2005年）
- スーパーロボット大戦ORIGINAL GENERATION THE ANIMATION (3) 「迷宮の囚人（プリズナー）」 （2005年）

### ドラマCD
- スーパーロボット大戦α ORIGINAL STORY D-1 （2001年）
- スーパーロボット大戦α ORIGINAL STORY D-2 （2001年）
- スーパーロボット大戦α ORIGINAL STORY D-3 （2001年）
- スーパーロボット大戦α ORIGINAL STORY D-4 （2001年）
- SUPER ROBOT WARS ORIGINAL GENERATION THE SOUND CINEMA VOL.1（2006年）

### 書籍
- バンプレスト『Super Robot Wars Original Generation Official Book』2002年。（『OG1』購入特典）
- バンプレスト『SUPER ROBOT WARS ORIGINAL GENERATION 2 OFFICIAL BOOK』2005年。（『OG2』購入特典）
- バンプレスト『Super Robot Wars OG ORIGINAL GENERATIONS Official Perfect File』2007年。（『OGs』購入特典）
- バンプレスト『Super Robot Wars OG Official File GAIDEN』2007年。（『OG外伝』購入特典）
- 『電撃スパロボ魂！ 2013春号』アスキー・メディアワークス、2013年。
- 竹田祐一郎『スーパーロボット大戦OG 告死鳥戦記 (1)』アスキー・メディアワークス、2013年。ISBN 978-4-04-891880-0。

### プラモデル
- コトブキヤ S.R.G-S-048 NONスケール 「ソウルゲイン」 2011年10月